# Difesa Pirc
La difesa Pirc o difesa Ufimcev è un'apertura scacchistica.
Fu analizzata dal sovietico Anatolij Ufimcev e poi portata in auge dal grande maestro jugoslavo Vasja Pirc negli anni '40, ed è considerata tra le più recenti. È caratterizzata dalla sequenza:
1. e4 d6
2. d4 Cf6

## Analisi
Questa difesa può portare a rientri nell'est-indiana o nella siciliana: si ricollega infatti a schemi propri del gioco moderno (centro arretrato del nero; spinta in c5 per allungare il raggio d'azione dell'Ag7; attacco sul lato di donna).
Il nero può ottenere una posizione solida ma piuttosto ristretta e se il bianco adotta varianti aggressive, il nero deve reagire con prontezza ed efficacia per non cadere in una posizione passiva e priva di buone prospettive d'attacco.
In questo impianto il nero generalmente fianchetta l'alfiere di re per esercitare un controllo a distanza sul centro, riservandosi eventualmente di occupare materialmente il centro con i propri pedoni al momento più opportuno, dopo che il bianco abbia chiarito, e magari irrigidito, la propria struttura pedonale. Qualora il bianco giochi passivamente, o al contrario si esponga creando un centro di pedoni eccessivamente esteso e per questo poco difendibile nella sua interezza, il nero avrà buon gioco con spinte di rottura centrali che possono portare al rapido collasso della posizione del bianco.

L'impianto che ne risulta è molto simile a quelli della difesa Robatsch e della difesa moderna con la differenza che, in questi ultimi, lo sviluppo del cavallo in f6 (immediato nella difesa Pirc) viene ritardato o addirittura non effettuato.

## Varianti
La variante principale è caratterizzata dalla sequenza:
2.d4 Cf6
3.Cc3 g6
Data l'estrema flessibilità dell'impianto scelto dal nero non sorprende che il bianco abbia a disposizione un numero di piani di gioco molto ampio, potendo scegliere pressoché liberamente qualsiasi struttura pedonale.
Tra le varianti possibili:
- 4.Cf3: con l'idea di sviluppare i pezzi con Ad3, Ae3, 0-0 con posizioni interessanti e giocabili per entrambi i colori.
- 4.f4 (Attacco austriaco): con l'idea di sviluppare i pezzi dietro l'esteso centro di pedoni con Ad3, Ae3, Cf3 e cercare il momento favorevole per la rottura centrale e4-e5.
- 4.f3: con l'idea di Ae3, Dd2, 0-0-0 e magari h2-h4-h5 con violento attacco contro l'arrocco nero.
- 4.g3: un trattamento più posizionale e lento
- 4.Ag5: una delle prime linee ad essere giocate contro la Difesa Pirc, per lo più con l'idea di arroccare sul lato di donna.
- 4.Ac4: una linea piuttosto aggressiva che minaccia temi tattici sul punto f7.

Con il tempo, e il miglioramento della tecnica difensiva, la pratica di questa apertura ha dimostrato che un attacco precoce del bianco può rivelarsi un boomerang. Anche linee come 4.f4 e 4.f3 vengono oggi giocate con intenti più posizionali che in passato, quando non erano rari veri e propri assalti all'arma bianca.
Questa apertura risulta molto popolare sia per la sua validità sia per la modernità delle sue idee (sviluppo dell'alfiere in fianchetto) e controllo a distanza del centro.

## Continuazioni

### Attacco austriaco
|   | a | b | c | d | e | f | g | h |   |
| 8 | a8 torre del nero · b8 cavallo del nero · c8 alfiere del nero · d8 donna del nero · e8 re del nero · f8 alfiere del nero · h8 torre del nero · a7 pedone del nero · b7 pedone del nero · c7 pedone del nero · e7 pedone del nero · f7 pedone del nero · h7 pedone del nero · d6 pedone del nero · f6 cavallo del nero · g6 pedone del nero · d4 pedone del bianco · e4 pedone del bianco · f4 pedone del bianco · c3 cavallo del bianco · a2 pedone del bianco · b2 pedone del bianco · c2 pedone del bianco · g2 pedone del bianco · h2 pedone del bianco · a1 torre del bianco · c1 alfiere del bianco · d1 donna del bianco · e1 re del bianco · f1 alfiere del bianco · g1 cavallo del bianco · h1 torre del bianco | a8 torre del nero · b8 cavallo del nero · c8 alfiere del nero · d8 donna del nero · e8 re del nero · f8 alfiere del nero · h8 torre del nero · a7 pedone del nero · b7 pedone del nero · c7 pedone del nero · e7 pedone del nero · f7 pedone del nero · h7 pedone del nero · d6 pedone del nero · f6 cavallo del nero · g6 pedone del nero · d4 pedone del bianco · e4 pedone del bianco · f4 pedone del bianco · c3 cavallo del bianco · a2 pedone del bianco · b2 pedone del bianco · c2 pedone del bianco · g2 pedone del bianco · h2 pedone del bianco · a1 torre del bianco · c1 alfiere del bianco · d1 donna del bianco · e1 re del bianco · f1 alfiere del bianco · g1 cavallo del bianco · h1 torre del bianco | a8 torre del nero · b8 cavallo del nero · c8 alfiere del nero · d8 donna del nero · e8 re del nero · f8 alfiere del nero · h8 torre del nero · a7 pedone del nero · b7 pedone del nero · c7 pedone del nero · e7 pedone del nero · f7 pedone del nero · h7 pedone del nero · d6 pedone del nero · f6 cavallo del nero · g6 pedone del nero · d4 pedone del bianco · e4 pedone del bianco · f4 pedone del bianco · c3 cavallo del bianco · a2 pedone del bianco · b2 pedone del bianco · c2 pedone del bianco · g2 pedone del bianco · h2 pedone del bianco · a1 torre del bianco · c1 alfiere del bianco · d1 donna del bianco · e1 re del bianco · f1 alfiere del bianco · g1 cavallo del bianco · h1 torre del bianco | a8 torre del nero · b8 cavallo del nero · c8 alfiere del nero · d8 donna del nero · e8 re del nero · f8 alfiere del nero · h8 torre del nero · a7 pedone del nero · b7 pedone del nero · c7 pedone del nero · e7 pedone del nero · f7 pedone del nero · h7 pedone del nero · d6 pedone del nero · f6 cavallo del nero · g6 pedone del nero · d4 pedone del bianco · e4 pedone del bianco · f4 pedone del bianco · c3 cavallo del bianco · a2 pedone del bianco · b2 pedone del bianco · c2 pedone del bianco · g2 pedone del bianco · h2 pedone del bianco · a1 torre del bianco · c1 alfiere del bianco · d1 donna del bianco · e1 re del bianco · f1 alfiere del bianco · g1 cavallo del bianco · h1 torre del bianco | a8 torre del nero · b8 cavallo del nero · c8 alfiere del nero · d8 donna del nero · e8 re del nero · f8 alfiere del nero · h8 torre del nero · a7 pedone del nero · b7 pedone del nero · c7 pedone del nero · e7 pedone del nero · f7 pedone del nero · h7 pedone del nero · d6 pedone del nero · f6 cavallo del nero · g6 pedone del nero · d4 pedone del bianco · e4 pedone del bianco · f4 pedone del bianco · c3 cavallo del bianco · a2 pedone del bianco · b2 pedone del bianco · c2 pedone del bianco · g2 pedone del bianco · h2 pedone del bianco · a1 torre del bianco · c1 alfiere del bianco · d1 donna del bianco · e1 re del bianco · f1 alfiere del bianco · g1 cavallo del bianco · h1 torre del bianco | a8 torre del nero · b8 cavallo del nero · c8 alfiere del nero · d8 donna del nero · e8 re del nero · f8 alfiere del nero · h8 torre del nero · a7 pedone del nero · b7 pedone del nero · c7 pedone del nero · e7 pedone del nero · f7 pedone del nero · h7 pedone del nero · d6 pedone del nero · f6 cavallo del nero · g6 pedone del nero · d4 pedone del bianco · e4 pedone del bianco · f4 pedone del bianco · c3 cavallo del bianco · a2 pedone del bianco · b2 pedone del bianco · c2 pedone del bianco · g2 pedone del bianco · h2 pedone del bianco · a1 torre del bianco · c1 alfiere del bianco · d1 donna del bianco · e1 re del bianco · f1 alfiere del bianco · g1 cavallo del bianco · h1 torre del bianco | a8 torre del nero · b8 cavallo del nero · c8 alfiere del nero · d8 donna del nero · e8 re del nero · f8 alfiere del nero · h8 torre del nero · a7 pedone del nero · b7 pedone del nero · c7 pedone del nero · e7 pedone del nero · f7 pedone del nero · h7 pedone del nero · d6 pedone del nero · f6 cavallo del nero · g6 pedone del nero · d4 pedone del bianco · e4 pedone del bianco · f4 pedone del bianco · c3 cavallo del bianco · a2 pedone del bianco · b2 pedone del bianco · c2 pedone del bianco · g2 pedone del bianco · h2 pedone del bianco · a1 torre del bianco · c1 alfiere del bianco · d1 donna del bianco · e1 re del bianco · f1 alfiere del bianco · g1 cavallo del bianco · h1 torre del bianco | a8 torre del nero · b8 cavallo del nero · c8 alfiere del nero · d8 donna del nero · e8 re del nero · f8 alfiere del nero · h8 torre del nero · a7 pedone del nero · b7 pedone del nero · c7 pedone del nero · e7 pedone del nero · f7 pedone del nero · h7 pedone del nero · d6 pedone del nero · f6 cavallo del nero · g6 pedone del nero · d4 pedone del bianco · e4 pedone del bianco · f4 pedone del bianco · c3 cavallo del bianco · a2 pedone del bianco · b2 pedone del bianco · c2 pedone del bianco · g2 pedone del bianco · h2 pedone del bianco · a1 torre del bianco · c1 alfiere del bianco · d1 donna del bianco · e1 re del bianco · f1 alfiere del bianco · g1 cavallo del bianco · h1 torre del bianco | 8 |
| 7 | a8 torre del nero · b8 cavallo del nero · c8 alfiere del nero · d8 donna del nero · e8 re del nero · f8 alfiere del nero · h8 torre del nero · a7 pedone del nero · b7 pedone del nero · c7 pedone del nero · e7 pedone del nero · f7 pedone del nero · h7 pedone del nero · d6 pedone del nero · f6 cavallo del nero · g6 pedone del nero · d4 pedone del bianco · e4 pedone del bianco · f4 pedone del bianco · c3 cavallo del bianco · a2 pedone del bianco · b2 pedone del bianco · c2 pedone del bianco · g2 pedone del bianco · h2 pedone del bianco · a1 torre del bianco · c1 alfiere del bianco · d1 donna del bianco · e1 re del bianco · f1 alfiere del bianco · g1 cavallo del bianco · h1 torre del bianco | a8 torre del nero · b8 cavallo del nero · c8 alfiere del nero · d8 donna del nero · e8 re del nero · f8 alfiere del nero · h8 torre del nero · a7 pedone del nero · b7 pedone del nero · c7 pedone del nero · e7 pedone del nero · f7 pedone del nero · h7 pedone del nero · d6 pedone del nero · f6 cavallo del nero · g6 pedone del nero · d4 pedone del bianco · e4 pedone del bianco · f4 pedone del bianco · c3 cavallo del bianco · a2 pedone del bianco · b2 pedone del bianco · c2 pedone del bianco · g2 pedone del bianco · h2 pedone del bianco · a1 torre del bianco · c1 alfiere del bianco · d1 donna del bianco · e1 re del bianco · f1 alfiere del bianco · g1 cavallo del bianco · h1 torre del bianco | a8 torre del nero · b8 cavallo del nero · c8 alfiere del nero · d8 donna del nero · e8 re del nero · f8 alfiere del nero · h8 torre del nero · a7 pedone del nero · b7 pedone del nero · c7 pedone del nero · e7 pedone del nero · f7 pedone del nero · h7 pedone del nero · d6 pedone del nero · f6 cavallo del nero · g6 pedone del nero · d4 pedone del bianco · e4 pedone del bianco · f4 pedone del bianco · c3 cavallo del bianco · a2 pedone del bianco · b2 pedone del bianco · c2 pedone del bianco · g2 pedone del bianco · h2 pedone del bianco · a1 torre del bianco · c1 alfiere del bianco · d1 donna del bianco · e1 re del bianco · f1 alfiere del bianco · g1 cavallo del bianco · h1 torre del bianco | a8 torre del nero · b8 cavallo del nero · c8 alfiere del nero · d8 donna del nero · e8 re del nero · f8 alfiere del nero · h8 torre del nero · a7 pedone del nero · b7 pedone del nero · c7 pedone del nero · e7 pedone del nero · f7 pedone del nero · h7 pedone del nero · d6 pedone del nero · f6 cavallo del nero · g6 pedone del nero · d4 pedone del bianco · e4 pedone del bianco · f4 pedone del bianco · c3 cavallo del bianco · a2 pedone del bianco · b2 pedone del bianco · c2 pedone del bianco · g2 pedone del bianco · h2 pedone del bianco · a1 torre del bianco · c1 alfiere del bianco · d1 donna del bianco · e1 re del bianco · f1 alfiere del bianco · g1 cavallo del bianco · h1 torre del bianco | a8 torre del nero · b8 cavallo del nero · c8 alfiere del nero · d8 donna del nero · e8 re del nero · f8 alfiere del nero · h8 torre del nero · a7 pedone del nero · b7 pedone del nero · c7 pedone del nero · e7 pedone del nero · f7 pedone del nero · h7 pedone del nero · d6 pedone del nero · f6 cavallo del nero · g6 pedone del nero · d4 pedone del bianco · e4 pedone del bianco · f4 pedone del bianco · c3 cavallo del bianco · a2 pedone del bianco · b2 pedone del bianco · c2 pedone del bianco · g2 pedone del bianco · h2 pedone del bianco · a1 torre del bianco · c1 alfiere del bianco · d1 donna del bianco · e1 re del bianco · f1 alfiere del bianco · g1 cavallo del bianco · h1 torre del bianco | a8 torre del nero · b8 cavallo del nero · c8 alfiere del nero · d8 donna del nero · e8 re del nero · f8 alfiere del nero · h8 torre del nero · a7 pedone del nero · b7 pedone del nero · c7 pedone del nero · e7 pedone del nero · f7 pedone del nero · h7 pedone del nero · d6 pedone del nero · f6 cavallo del nero · g6 pedone del nero · d4 pedone del bianco · e4 pedone del bianco · f4 pedone del bianco · c3 cavallo del bianco · a2 pedone del bianco · b2 pedone del bianco · c2 pedone del bianco · g2 pedone del bianco · h2 pedone del bianco · a1 torre del bianco · c1 alfiere del bianco · d1 donna del bianco · e1 re del bianco · f1 alfiere del bianco · g1 cavallo del bianco · h1 torre del bianco | a8 torre del nero · b8 cavallo del nero · c8 alfiere del nero · d8 donna del nero · e8 re del nero · f8 alfiere del nero · h8 torre del nero · a7 pedone del nero · b7 pedone del nero · c7 pedone del nero · e7 pedone del nero · f7 pedone del nero · h7 pedone del nero · d6 pedone del nero · f6 cavallo del nero · g6 pedone del nero · d4 pedone del bianco · e4 pedone del bianco · f4 pedone del bianco · c3 cavallo del bianco · a2 pedone del bianco · b2 pedone del bianco · c2 pedone del bianco · g2 pedone del bianco · h2 pedone del bianco · a1 torre del bianco · c1 alfiere del bianco · d1 donna del bianco · e1 re del bianco · f1 alfiere del bianco · g1 cavallo del bianco · h1 torre del bianco | a8 torre del nero · b8 cavallo del nero · c8 alfiere del nero · d8 donna del nero · e8 re del nero · f8 alfiere del nero · h8 torre del nero · a7 pedone del nero · b7 pedone del nero · c7 pedone del nero · e7 pedone del nero · f7 pedone del nero · h7 pedone del nero · d6 pedone del nero · f6 cavallo del nero · g6 pedone del nero · d4 pedone del bianco · e4 pedone del bianco · f4 pedone del bianco · c3 cavallo del bianco · a2 pedone del bianco · b2 pedone del bianco · c2 pedone del bianco · g2 pedone del bianco · h2 pedone del bianco · a1 torre del bianco · c1 alfiere del bianco · d1 donna del bianco · e1 re del bianco · f1 alfiere del bianco · g1 cavallo del bianco · h1 torre del bianco | 7 |
| 6 | a8 torre del nero · b8 cavallo del nero · c8 alfiere del nero · d8 donna del nero · e8 re del nero · f8 alfiere del nero · h8 torre del nero · a7 pedone del nero · b7 pedone del nero · c7 pedone del nero · e7 pedone del nero · f7 pedone del nero · h7 pedone del nero · d6 pedone del nero · f6 cavallo del nero · g6 pedone del nero · d4 pedone del bianco · e4 pedone del bianco · f4 pedone del bianco · c3 cavallo del bianco · a2 pedone del bianco · b2 pedone del bianco · c2 pedone del bianco · g2 pedone del bianco · h2 pedone del bianco · a1 torre del bianco · c1 alfiere del bianco · d1 donna del bianco · e1 re del bianco · f1 alfiere del bianco · g1 cavallo del bianco · h1 torre del bianco | a8 torre del nero · b8 cavallo del nero · c8 alfiere del nero · d8 donna del nero · e8 re del nero · f8 alfiere del nero · h8 torre del nero · a7 pedone del nero · b7 pedone del nero · c7 pedone del nero · e7 pedone del nero · f7 pedone del nero · h7 pedone del nero · d6 pedone del nero · f6 cavallo del nero · g6 pedone del nero · d4 pedone del bianco · e4 pedone del bianco · f4 pedone del bianco · c3 cavallo del bianco · a2 pedone del bianco · b2 pedone del bianco · c2 pedone del bianco · g2 pedone del bianco · h2 pedone del bianco · a1 torre del bianco · c1 alfiere del bianco · d1 donna del bianco · e1 re del bianco · f1 alfiere del bianco · g1 cavallo del bianco · h1 torre del bianco | a8 torre del nero · b8 cavallo del nero · c8 alfiere del nero · d8 donna del nero · e8 re del nero · f8 alfiere del nero · h8 torre del nero · a7 pedone del nero · b7 pedone del nero · c7 pedone del nero · e7 pedone del nero · f7 pedone del nero · h7 pedone del nero · d6 pedone del nero · f6 cavallo del nero · g6 pedone del nero · d4 pedone del bianco · e4 pedone del bianco · f4 pedone del bianco · c3 cavallo del bianco · a2 pedone del bianco · b2 pedone del bianco · c2 pedone del bianco · g2 pedone del bianco · h2 pedone del bianco · a1 torre del bianco · c1 alfiere del bianco · d1 donna del bianco · e1 re del bianco · f1 alfiere del bianco · g1 cavallo del bianco · h1 torre del bianco | a8 torre del nero · b8 cavallo del nero · c8 alfiere del nero · d8 donna del nero · e8 re del nero · f8 alfiere del nero · h8 torre del nero · a7 pedone del nero · b7 pedone del nero · c7 pedone del nero · e7 pedone del nero · f7 pedone del nero · h7 pedone del nero · d6 pedone del nero · f6 cavallo del nero · g6 pedone del nero · d4 pedone del bianco · e4 pedone del bianco · f4 pedone del bianco · c3 cavallo del bianco · a2 pedone del bianco · b2 pedone del bianco · c2 pedone del bianco · g2 pedone del bianco · h2 pedone del bianco · a1 torre del bianco · c1 alfiere del bianco · d1 donna del bianco · e1 re del bianco · f1 alfiere del bianco · g1 cavallo del bianco · h1 torre del bianco | a8 torre del nero · b8 cavallo del nero · c8 alfiere del nero · d8 donna del nero · e8 re del nero · f8 alfiere del nero · h8 torre del nero · a7 pedone del nero · b7 pedone del nero · c7 pedone del nero · e7 pedone del nero · f7 pedone del nero · h7 pedone del nero · d6 pedone del nero · f6 cavallo del nero · g6 pedone del nero · d4 pedone del bianco · e4 pedone del bianco · f4 pedone del bianco · c3 cavallo del bianco · a2 pedone del bianco · b2 pedone del bianco · c2 pedone del bianco · g2 pedone del bianco · h2 pedone del bianco · a1 torre del bianco · c1 alfiere del bianco · d1 donna del bianco · e1 re del bianco · f1 alfiere del bianco · g1 cavallo del bianco · h1 torre del bianco | a8 torre del nero · b8 cavallo del nero · c8 alfiere del nero · d8 donna del nero · e8 re del nero · f8 alfiere del nero · h8 torre del nero · a7 pedone del nero · b7 pedone del nero · c7 pedone del nero · e7 pedone del nero · f7 pedone del nero · h7 pedone del nero · d6 pedone del nero · f6 cavallo del nero · g6 pedone del nero · d4 pedone del bianco · e4 pedone del bianco · f4 pedone del bianco · c3 cavallo del bianco · a2 pedone del bianco · b2 pedone del bianco · c2 pedone del bianco · g2 pedone del bianco · h2 pedone del bianco · a1 torre del bianco · c1 alfiere del bianco · d1 donna del bianco · e1 re del bianco · f1 alfiere del bianco · g1 cavallo del bianco · h1 torre del bianco | a8 torre del nero · b8 cavallo del nero · c8 alfiere del nero · d8 donna del nero · e8 re del nero · f8 alfiere del nero · h8 torre del nero · a7 pedone del nero · b7 pedone del nero · c7 pedone del nero · e7 pedone del nero · f7 pedone del nero · h7 pedone del nero · d6 pedone del nero · f6 cavallo del nero · g6 pedone del nero · d4 pedone del bianco · e4 pedone del bianco · f4 pedone del bianco · c3 cavallo del bianco · a2 pedone del bianco · b2 pedone del bianco · c2 pedone del bianco · g2 pedone del bianco · h2 pedone del bianco · a1 torre del bianco · c1 alfiere del bianco · d1 donna del bianco · e1 re del bianco · f1 alfiere del bianco · g1 cavallo del bianco · h1 torre del bianco | a8 torre del nero · b8 cavallo del nero · c8 alfiere del nero · d8 donna del nero · e8 re del nero · f8 alfiere del nero · h8 torre del nero · a7 pedone del nero · b7 pedone del nero · c7 pedone del nero · e7 pedone del nero · f7 pedone del nero · h7 pedone del nero · d6 pedone del nero · f6 cavallo del nero · g6 pedone del nero · d4 pedone del bianco · e4 pedone del bianco · f4 pedone del bianco · c3 cavallo del bianco · a2 pedone del bianco · b2 pedone del bianco · c2 pedone del bianco · g2 pedone del bianco · h2 pedone del bianco · a1 torre del bianco · c1 alfiere del bianco · d1 donna del bianco · e1 re del bianco · f1 alfiere del bianco · g1 cavallo del bianco · h1 torre del bianco | 6 |
| 5 | a8 torre del nero · b8 cavallo del nero · c8 alfiere del nero · d8 donna del nero · e8 re del nero · f8 alfiere del nero · h8 torre del nero · a7 pedone del nero · b7 pedone del nero · c7 pedone del nero · e7 pedone del nero · f7 pedone del nero · h7 pedone del nero · d6 pedone del nero · f6 cavallo del nero · g6 pedone del nero · d4 pedone del bianco · e4 pedone del bianco · f4 pedone del bianco · c3 cavallo del bianco · a2 pedone del bianco · b2 pedone del bianco · c2 pedone del bianco · g2 pedone del bianco · h2 pedone del bianco · a1 torre del bianco · c1 alfiere del bianco · d1 donna del bianco · e1 re del bianco · f1 alfiere del bianco · g1 cavallo del bianco · h1 torre del bianco | a8 torre del nero · b8 cavallo del nero · c8 alfiere del nero · d8 donna del nero · e8 re del nero · f8 alfiere del nero · h8 torre del nero · a7 pedone del nero · b7 pedone del nero · c7 pedone del nero · e7 pedone del nero · f7 pedone del nero · h7 pedone del nero · d6 pedone del nero · f6 cavallo del nero · g6 pedone del nero · d4 pedone del bianco · e4 pedone del bianco · f4 pedone del bianco · c3 cavallo del bianco · a2 pedone del bianco · b2 pedone del bianco · c2 pedone del bianco · g2 pedone del bianco · h2 pedone del bianco · a1 torre del bianco · c1 alfiere del bianco · d1 donna del bianco · e1 re del bianco · f1 alfiere del bianco · g1 cavallo del bianco · h1 torre del bianco | a8 torre del nero · b8 cavallo del nero · c8 alfiere del nero · d8 donna del nero · e8 re del nero · f8 alfiere del nero · h8 torre del nero · a7 pedone del nero · b7 pedone del nero · c7 pedone del nero · e7 pedone del nero · f7 pedone del nero · h7 pedone del nero · d6 pedone del nero · f6 cavallo del nero · g6 pedone del nero · d4 pedone del bianco · e4 pedone del bianco · f4 pedone del bianco · c3 cavallo del bianco · a2 pedone del bianco · b2 pedone del bianco · c2 pedone del bianco · g2 pedone del bianco · h2 pedone del bianco · a1 torre del bianco · c1 alfiere del bianco · d1 donna del bianco · e1 re del bianco · f1 alfiere del bianco · g1 cavallo del bianco · h1 torre del bianco | a8 torre del nero · b8 cavallo del nero · c8 alfiere del nero · d8 donna del nero · e8 re del nero · f8 alfiere del nero · h8 torre del nero · a7 pedone del nero · b7 pedone del nero · c7 pedone del nero · e7 pedone del nero · f7 pedone del nero · h7 pedone del nero · d6 pedone del nero · f6 cavallo del nero · g6 pedone del nero · d4 pedone del bianco · e4 pedone del bianco · f4 pedone del bianco · c3 cavallo del bianco · a2 pedone del bianco · b2 pedone del bianco · c2 pedone del bianco · g2 pedone del bianco · h2 pedone del bianco · a1 torre del bianco · c1 alfiere del bianco · d1 donna del bianco · e1 re del bianco · f1 alfiere del bianco · g1 cavallo del bianco · h1 torre del bianco | a8 torre del nero · b8 cavallo del nero · c8 alfiere del nero · d8 donna del nero · e8 re del nero · f8 alfiere del nero · h8 torre del nero · a7 pedone del nero · b7 pedone del nero · c7 pedone del nero · e7 pedone del nero · f7 pedone del nero · h7 pedone del nero · d6 pedone del nero · f6 cavallo del nero · g6 pedone del nero · d4 pedone del bianco · e4 pedone del bianco · f4 pedone del bianco · c3 cavallo del bianco · a2 pedone del bianco · b2 pedone del bianco · c2 pedone del bianco · g2 pedone del bianco · h2 pedone del bianco · a1 torre del bianco · c1 alfiere del bianco · d1 donna del bianco · e1 re del bianco · f1 alfiere del bianco · g1 cavallo del bianco · h1 torre del bianco | a8 torre del nero · b8 cavallo del nero · c8 alfiere del nero · d8 donna del nero · e8 re del nero · f8 alfiere del nero · h8 torre del nero · a7 pedone del nero · b7 pedone del nero · c7 pedone del nero · e7 pedone del nero · f7 pedone del nero · h7 pedone del nero · d6 pedone del nero · f6 cavallo del nero · g6 pedone del nero · d4 pedone del bianco · e4 pedone del bianco · f4 pedone del bianco · c3 cavallo del bianco · a2 pedone del bianco · b2 pedone del bianco · c2 pedone del bianco · g2 pedone del bianco · h2 pedone del bianco · a1 torre del bianco · c1 alfiere del bianco · d1 donna del bianco · e1 re del bianco · f1 alfiere del bianco · g1 cavallo del bianco · h1 torre del bianco | a8 torre del nero · b8 cavallo del nero · c8 alfiere del nero · d8 donna del nero · e8 re del nero · f8 alfiere del nero · h8 torre del nero · a7 pedone del nero · b7 pedone del nero · c7 pedone del nero · e7 pedone del nero · f7 pedone del nero · h7 pedone del nero · d6 pedone del nero · f6 cavallo del nero · g6 pedone del nero · d4 pedone del bianco · e4 pedone del bianco · f4 pedone del bianco · c3 cavallo del bianco · a2 pedone del bianco · b2 pedone del bianco · c2 pedone del bianco · g2 pedone del bianco · h2 pedone del bianco · a1 torre del bianco · c1 alfiere del bianco · d1 donna del bianco · e1 re del bianco · f1 alfiere del bianco · g1 cavallo del bianco · h1 torre del bianco | a8 torre del nero · b8 cavallo del nero · c8 alfiere del nero · d8 donna del nero · e8 re del nero · f8 alfiere del nero · h8 torre del nero · a7 pedone del nero · b7 pedone del nero · c7 pedone del nero · e7 pedone del nero · f7 pedone del nero · h7 pedone del nero · d6 pedone del nero · f6 cavallo del nero · g6 pedone del nero · d4 pedone del bianco · e4 pedone del bianco · f4 pedone del bianco · c3 cavallo del bianco · a2 pedone del bianco · b2 pedone del bianco · c2 pedone del bianco · g2 pedone del bianco · h2 pedone del bianco · a1 torre del bianco · c1 alfiere del bianco · d1 donna del bianco · e1 re del bianco · f1 alfiere del bianco · g1 cavallo del bianco · h1 torre del bianco | 5 |
| 4 | a8 torre del nero · b8 cavallo del nero · c8 alfiere del nero · d8 donna del nero · e8 re del nero · f8 alfiere del nero · h8 torre del nero · a7 pedone del nero · b7 pedone del nero · c7 pedone del nero · e7 pedone del nero · f7 pedone del nero · h7 pedone del nero · d6 pedone del nero · f6 cavallo del nero · g6 pedone del nero · d4 pedone del bianco · e4 pedone del bianco · f4 pedone del bianco · c3 cavallo del bianco · a2 pedone del bianco · b2 pedone del bianco · c2 pedone del bianco · g2 pedone del bianco · h2 pedone del bianco · a1 torre del bianco · c1 alfiere del bianco · d1 donna del bianco · e1 re del bianco · f1 alfiere del bianco · g1 cavallo del bianco · h1 torre del bianco | a8 torre del nero · b8 cavallo del nero · c8 alfiere del nero · d8 donna del nero · e8 re del nero · f8 alfiere del nero · h8 torre del nero · a7 pedone del nero · b7 pedone del nero · c7 pedone del nero · e7 pedone del nero · f7 pedone del nero · h7 pedone del nero · d6 pedone del nero · f6 cavallo del nero · g6 pedone del nero · d4 pedone del bianco · e4 pedone del bianco · f4 pedone del bianco · c3 cavallo del bianco · a2 pedone del bianco · b2 pedone del bianco · c2 pedone del bianco · g2 pedone del bianco · h2 pedone del bianco · a1 torre del bianco · c1 alfiere del bianco · d1 donna del bianco · e1 re del bianco · f1 alfiere del bianco · g1 cavallo del bianco · h1 torre del bianco | a8 torre del nero · b8 cavallo del nero · c8 alfiere del nero · d8 donna del nero · e8 re del nero · f8 alfiere del nero · h8 torre del nero · a7 pedone del nero · b7 pedone del nero · c7 pedone del nero · e7 pedone del nero · f7 pedone del nero · h7 pedone del nero · d6 pedone del nero · f6 cavallo del nero · g6 pedone del nero · d4 pedone del bianco · e4 pedone del bianco · f4 pedone del bianco · c3 cavallo del bianco · a2 pedone del bianco · b2 pedone del bianco · c2 pedone del bianco · g2 pedone del bianco · h2 pedone del bianco · a1 torre del bianco · c1 alfiere del bianco · d1 donna del bianco · e1 re del bianco · f1 alfiere del bianco · g1 cavallo del bianco · h1 torre del bianco | a8 torre del nero · b8 cavallo del nero · c8 alfiere del nero · d8 donna del nero · e8 re del nero · f8 alfiere del nero · h8 torre del nero · a7 pedone del nero · b7 pedone del nero · c7 pedone del nero · e7 pedone del nero · f7 pedone del nero · h7 pedone del nero · d6 pedone del nero · f6 cavallo del nero · g6 pedone del nero · d4 pedone del bianco · e4 pedone del bianco · f4 pedone del bianco · c3 cavallo del bianco · a2 pedone del bianco · b2 pedone del bianco · c2 pedone del bianco · g2 pedone del bianco · h2 pedone del bianco · a1 torre del bianco · c1 alfiere del bianco · d1 donna del bianco · e1 re del bianco · f1 alfiere del bianco · g1 cavallo del bianco · h1 torre del bianco | a8 torre del nero · b8 cavallo del nero · c8 alfiere del nero · d8 donna del nero · e8 re del nero · f8 alfiere del nero · h8 torre del nero · a7 pedone del nero · b7 pedone del nero · c7 pedone del nero · e7 pedone del nero · f7 pedone del nero · h7 pedone del nero · d6 pedone del nero · f6 cavallo del nero · g6 pedone del nero · d4 pedone del bianco · e4 pedone del bianco · f4 pedone del bianco · c3 cavallo del bianco · a2 pedone del bianco · b2 pedone del bianco · c2 pedone del bianco · g2 pedone del bianco · h2 pedone del bianco · a1 torre del bianco · c1 alfiere del bianco · d1 donna del bianco · e1 re del bianco · f1 alfiere del bianco · g1 cavallo del bianco · h1 torre del bianco | a8 torre del nero · b8 cavallo del nero · c8 alfiere del nero · d8 donna del nero · e8 re del nero · f8 alfiere del nero · h8 torre del nero · a7 pedone del nero · b7 pedone del nero · c7 pedone del nero · e7 pedone del nero · f7 pedone del nero · h7 pedone del nero · d6 pedone del nero · f6 cavallo del nero · g6 pedone del nero · d4 pedone del bianco · e4 pedone del bianco · f4 pedone del bianco · c3 cavallo del bianco · a2 pedone del bianco · b2 pedone del bianco · c2 pedone del bianco · g2 pedone del bianco · h2 pedone del bianco · a1 torre del bianco · c1 alfiere del bianco · d1 donna del bianco · e1 re del bianco · f1 alfiere del bianco · g1 cavallo del bianco · h1 torre del bianco | a8 torre del nero · b8 cavallo del nero · c8 alfiere del nero · d8 donna del nero · e8 re del nero · f8 alfiere del nero · h8 torre del nero · a7 pedone del nero · b7 pedone del nero · c7 pedone del nero · e7 pedone del nero · f7 pedone del nero · h7 pedone del nero · d6 pedone del nero · f6 cavallo del nero · g6 pedone del nero · d4 pedone del bianco · e4 pedone del bianco · f4 pedone del bianco · c3 cavallo del bianco · a2 pedone del bianco · b2 pedone del bianco · c2 pedone del bianco · g2 pedone del bianco · h2 pedone del bianco · a1 torre del bianco · c1 alfiere del bianco · d1 donna del bianco · e1 re del bianco · f1 alfiere del bianco · g1 cavallo del bianco · h1 torre del bianco | a8 torre del nero · b8 cavallo del nero · c8 alfiere del nero · d8 donna del nero · e8 re del nero · f8 alfiere del nero · h8 torre del nero · a7 pedone del nero · b7 pedone del nero · c7 pedone del nero · e7 pedone del nero · f7 pedone del nero · h7 pedone del nero · d6 pedone del nero · f6 cavallo del nero · g6 pedone del nero · d4 pedone del bianco · e4 pedone del bianco · f4 pedone del bianco · c3 cavallo del bianco · a2 pedone del bianco · b2 pedone del bianco · c2 pedone del bianco · g2 pedone del bianco · h2 pedone del bianco · a1 torre del bianco · c1 alfiere del bianco · d1 donna del bianco · e1 re del bianco · f1 alfiere del bianco · g1 cavallo del bianco · h1 torre del bianco | 4 |
| 3 | a8 torre del nero · b8 cavallo del nero · c8 alfiere del nero · d8 donna del nero · e8 re del nero · f8 alfiere del nero · h8 torre del nero · a7 pedone del nero · b7 pedone del nero · c7 pedone del nero · e7 pedone del nero · f7 pedone del nero · h7 pedone del nero · d6 pedone del nero · f6 cavallo del nero · g6 pedone del nero · d4 pedone del bianco · e4 pedone del bianco · f4 pedone del bianco · c3 cavallo del bianco · a2 pedone del bianco · b2 pedone del bianco · c2 pedone del bianco · g2 pedone del bianco · h2 pedone del bianco · a1 torre del bianco · c1 alfiere del bianco · d1 donna del bianco · e1 re del bianco · f1 alfiere del bianco · g1 cavallo del bianco · h1 torre del bianco | a8 torre del nero · b8 cavallo del nero · c8 alfiere del nero · d8 donna del nero · e8 re del nero · f8 alfiere del nero · h8 torre del nero · a7 pedone del nero · b7 pedone del nero · c7 pedone del nero · e7 pedone del nero · f7 pedone del nero · h7 pedone del nero · d6 pedone del nero · f6 cavallo del nero · g6 pedone del nero · d4 pedone del bianco · e4 pedone del bianco · f4 pedone del bianco · c3 cavallo del bianco · a2 pedone del bianco · b2 pedone del bianco · c2 pedone del bianco · g2 pedone del bianco · h2 pedone del bianco · a1 torre del bianco · c1 alfiere del bianco · d1 donna del bianco · e1 re del bianco · f1 alfiere del bianco · g1 cavallo del bianco · h1 torre del bianco | a8 torre del nero · b8 cavallo del nero · c8 alfiere del nero · d8 donna del nero · e8 re del nero · f8 alfiere del nero · h8 torre del nero · a7 pedone del nero · b7 pedone del nero · c7 pedone del nero · e7 pedone del nero · f7 pedone del nero · h7 pedone del nero · d6 pedone del nero · f6 cavallo del nero · g6 pedone del nero · d4 pedone del bianco · e4 pedone del bianco · f4 pedone del bianco · c3 cavallo del bianco · a2 pedone del bianco · b2 pedone del bianco · c2 pedone del bianco · g2 pedone del bianco · h2 pedone del bianco · a1 torre del bianco · c1 alfiere del bianco · d1 donna del bianco · e1 re del bianco · f1 alfiere del bianco · g1 cavallo del bianco · h1 torre del bianco | a8 torre del nero · b8 cavallo del nero · c8 alfiere del nero · d8 donna del nero · e8 re del nero · f8 alfiere del nero · h8 torre del nero · a7 pedone del nero · b7 pedone del nero · c7 pedone del nero · e7 pedone del nero · f7 pedone del nero · h7 pedone del nero · d6 pedone del nero · f6 cavallo del nero · g6 pedone del nero · d4 pedone del bianco · e4 pedone del bianco · f4 pedone del bianco · c3 cavallo del bianco · a2 pedone del bianco · b2 pedone del bianco · c2 pedone del bianco · g2 pedone del bianco · h2 pedone del bianco · a1 torre del bianco · c1 alfiere del bianco · d1 donna del bianco · e1 re del bianco · f1 alfiere del bianco · g1 cavallo del bianco · h1 torre del bianco | a8 torre del nero · b8 cavallo del nero · c8 alfiere del nero · d8 donna del nero · e8 re del nero · f8 alfiere del nero · h8 torre del nero · a7 pedone del nero · b7 pedone del nero · c7 pedone del nero · e7 pedone del nero · f7 pedone del nero · h7 pedone del nero · d6 pedone del nero · f6 cavallo del nero · g6 pedone del nero · d4 pedone del bianco · e4 pedone del bianco · f4 pedone del bianco · c3 cavallo del bianco · a2 pedone del bianco · b2 pedone del bianco · c2 pedone del bianco · g2 pedone del bianco · h2 pedone del bianco · a1 torre del bianco · c1 alfiere del bianco · d1 donna del bianco · e1 re del bianco · f1 alfiere del bianco · g1 cavallo del bianco · h1 torre del bianco | a8 torre del nero · b8 cavallo del nero · c8 alfiere del nero · d8 donna del nero · e8 re del nero · f8 alfiere del nero · h8 torre del nero · a7 pedone del nero · b7 pedone del nero · c7 pedone del nero · e7 pedone del nero · f7 pedone del nero · h7 pedone del nero · d6 pedone del nero · f6 cavallo del nero · g6 pedone del nero · d4 pedone del bianco · e4 pedone del bianco · f4 pedone del bianco · c3 cavallo del bianco · a2 pedone del bianco · b2 pedone del bianco · c2 pedone del bianco · g2 pedone del bianco · h2 pedone del bianco · a1 torre del bianco · c1 alfiere del bianco · d1 donna del bianco · e1 re del bianco · f1 alfiere del bianco · g1 cavallo del bianco · h1 torre del bianco | a8 torre del nero · b8 cavallo del nero · c8 alfiere del nero · d8 donna del nero · e8 re del nero · f8 alfiere del nero · h8 torre del nero · a7 pedone del nero · b7 pedone del nero · c7 pedone del nero · e7 pedone del nero · f7 pedone del nero · h7 pedone del nero · d6 pedone del nero · f6 cavallo del nero · g6 pedone del nero · d4 pedone del bianco · e4 pedone del bianco · f4 pedone del bianco · c3 cavallo del bianco · a2 pedone del bianco · b2 pedone del bianco · c2 pedone del bianco · g2 pedone del bianco · h2 pedone del bianco · a1 torre del bianco · c1 alfiere del bianco · d1 donna del bianco · e1 re del bianco · f1 alfiere del bianco · g1 cavallo del bianco · h1 torre del bianco | a8 torre del nero · b8 cavallo del nero · c8 alfiere del nero · d8 donna del nero · e8 re del nero · f8 alfiere del nero · h8 torre del nero · a7 pedone del nero · b7 pedone del nero · c7 pedone del nero · e7 pedone del nero · f7 pedone del nero · h7 pedone del nero · d6 pedone del nero · f6 cavallo del nero · g6 pedone del nero · d4 pedone del bianco · e4 pedone del bianco · f4 pedone del bianco · c3 cavallo del bianco · a2 pedone del bianco · b2 pedone del bianco · c2 pedone del bianco · g2 pedone del bianco · h2 pedone del bianco · a1 torre del bianco · c1 alfiere del bianco · d1 donna del bianco · e1 re del bianco · f1 alfiere del bianco · g1 cavallo del bianco · h1 torre del bianco | 3 |
| 2 | a8 torre del nero · b8 cavallo del nero · c8 alfiere del nero · d8 donna del nero · e8 re del nero · f8 alfiere del nero · h8 torre del nero · a7 pedone del nero · b7 pedone del nero · c7 pedone del nero · e7 pedone del nero · f7 pedone del nero · h7 pedone del nero · d6 pedone del nero · f6 cavallo del nero · g6 pedone del nero · d4 pedone del bianco · e4 pedone del bianco · f4 pedone del bianco · c3 cavallo del bianco · a2 pedone del bianco · b2 pedone del bianco · c2 pedone del bianco · g2 pedone del bianco · h2 pedone del bianco · a1 torre del bianco · c1 alfiere del bianco · d1 donna del bianco · e1 re del bianco · f1 alfiere del bianco · g1 cavallo del bianco · h1 torre del bianco | a8 torre del nero · b8 cavallo del nero · c8 alfiere del nero · d8 donna del nero · e8 re del nero · f8 alfiere del nero · h8 torre del nero · a7 pedone del nero · b7 pedone del nero · c7 pedone del nero · e7 pedone del nero · f7 pedone del nero · h7 pedone del nero · d6 pedone del nero · f6 cavallo del nero · g6 pedone del nero · d4 pedone del bianco · e4 pedone del bianco · f4 pedone del bianco · c3 cavallo del bianco · a2 pedone del bianco · b2 pedone del bianco · c2 pedone del bianco · g2 pedone del bianco · h2 pedone del bianco · a1 torre del bianco · c1 alfiere del bianco · d1 donna del bianco · e1 re del bianco · f1 alfiere del bianco · g1 cavallo del bianco · h1 torre del bianco | a8 torre del nero · b8 cavallo del nero · c8 alfiere del nero · d8 donna del nero · e8 re del nero · f8 alfiere del nero · h8 torre del nero · a7 pedone del nero · b7 pedone del nero · c7 pedone del nero · e7 pedone del nero · f7 pedone del nero · h7 pedone del nero · d6 pedone del nero · f6 cavallo del nero · g6 pedone del nero · d4 pedone del bianco · e4 pedone del bianco · f4 pedone del bianco · c3 cavallo del bianco · a2 pedone del bianco · b2 pedone del bianco · c2 pedone del bianco · g2 pedone del bianco · h2 pedone del bianco · a1 torre del bianco · c1 alfiere del bianco · d1 donna del bianco · e1 re del bianco · f1 alfiere del bianco · g1 cavallo del bianco · h1 torre del bianco | a8 torre del nero · b8 cavallo del nero · c8 alfiere del nero · d8 donna del nero · e8 re del nero · f8 alfiere del nero · h8 torre del nero · a7 pedone del nero · b7 pedone del nero · c7 pedone del nero · e7 pedone del nero · f7 pedone del nero · h7 pedone del nero · d6 pedone del nero · f6 cavallo del nero · g6 pedone del nero · d4 pedone del bianco · e4 pedone del bianco · f4 pedone del bianco · c3 cavallo del bianco · a2 pedone del bianco · b2 pedone del bianco · c2 pedone del bianco · g2 pedone del bianco · h2 pedone del bianco · a1 torre del bianco · c1 alfiere del bianco · d1 donna del bianco · e1 re del bianco · f1 alfiere del bianco · g1 cavallo del bianco · h1 torre del bianco | a8 torre del nero · b8 cavallo del nero · c8 alfiere del nero · d8 donna del nero · e8 re del nero · f8 alfiere del nero · h8 torre del nero · a7 pedone del nero · b7 pedone del nero · c7 pedone del nero · e7 pedone del nero · f7 pedone del nero · h7 pedone del nero · d6 pedone del nero · f6 cavallo del nero · g6 pedone del nero · d4 pedone del bianco · e4 pedone del bianco · f4 pedone del bianco · c3 cavallo del bianco · a2 pedone del bianco · b2 pedone del bianco · c2 pedone del bianco · g2 pedone del bianco · h2 pedone del bianco · a1 torre del bianco · c1 alfiere del bianco · d1 donna del bianco · e1 re del bianco · f1 alfiere del bianco · g1 cavallo del bianco · h1 torre del bianco | a8 torre del nero · b8 cavallo del nero · c8 alfiere del nero · d8 donna del nero · e8 re del nero · f8 alfiere del nero · h8 torre del nero · a7 pedone del nero · b7 pedone del nero · c7 pedone del nero · e7 pedone del nero · f7 pedone del nero · h7 pedone del nero · d6 pedone del nero · f6 cavallo del nero · g6 pedone del nero · d4 pedone del bianco · e4 pedone del bianco · f4 pedone del bianco · c3 cavallo del bianco · a2 pedone del bianco · b2 pedone del bianco · c2 pedone del bianco · g2 pedone del bianco · h2 pedone del bianco · a1 torre del bianco · c1 alfiere del bianco · d1 donna del bianco · e1 re del bianco · f1 alfiere del bianco · g1 cavallo del bianco · h1 torre del bianco | a8 torre del nero · b8 cavallo del nero · c8 alfiere del nero · d8 donna del nero · e8 re del nero · f8 alfiere del nero · h8 torre del nero · a7 pedone del nero · b7 pedone del nero · c7 pedone del nero · e7 pedone del nero · f7 pedone del nero · h7 pedone del nero · d6 pedone del nero · f6 cavallo del nero · g6 pedone del nero · d4 pedone del bianco · e4 pedone del bianco · f4 pedone del bianco · c3 cavallo del bianco · a2 pedone del bianco · b2 pedone del bianco · c2 pedone del bianco · g2 pedone del bianco · h2 pedone del bianco · a1 torre del bianco · c1 alfiere del bianco · d1 donna del bianco · e1 re del bianco · f1 alfiere del bianco · g1 cavallo del bianco · h1 torre del bianco | a8 torre del nero · b8 cavallo del nero · c8 alfiere del nero · d8 donna del nero · e8 re del nero · f8 alfiere del nero · h8 torre del nero · a7 pedone del nero · b7 pedone del nero · c7 pedone del nero · e7 pedone del nero · f7 pedone del nero · h7 pedone del nero · d6 pedone del nero · f6 cavallo del nero · g6 pedone del nero · d4 pedone del bianco · e4 pedone del bianco · f4 pedone del bianco · c3 cavallo del bianco · a2 pedone del bianco · b2 pedone del bianco · c2 pedone del bianco · g2 pedone del bianco · h2 pedone del bianco · a1 torre del bianco · c1 alfiere del bianco · d1 donna del bianco · e1 re del bianco · f1 alfiere del bianco · g1 cavallo del bianco · h1 torre del bianco | 2 |
| 1 | a8 torre del nero · b8 cavallo del nero · c8 alfiere del nero · d8 donna del nero · e8 re del nero · f8 alfiere del nero · h8 torre del nero · a7 pedone del nero · b7 pedone del nero · c7 pedone del nero · e7 pedone del nero · f7 pedone del nero · h7 pedone del nero · d6 pedone del nero · f6 cavallo del nero · g6 pedone del nero · d4 pedone del bianco · e4 pedone del bianco · f4 pedone del bianco · c3 cavallo del bianco · a2 pedone del bianco · b2 pedone del bianco · c2 pedone del bianco · g2 pedone del bianco · h2 pedone del bianco · a1 torre del bianco · c1 alfiere del bianco · d1 donna del bianco · e1 re del bianco · f1 alfiere del bianco · g1 cavallo del bianco · h1 torre del bianco | a8 torre del nero · b8 cavallo del nero · c8 alfiere del nero · d8 donna del nero · e8 re del nero · f8 alfiere del nero · h8 torre del nero · a7 pedone del nero · b7 pedone del nero · c7 pedone del nero · e7 pedone del nero · f7 pedone del nero · h7 pedone del nero · d6 pedone del nero · f6 cavallo del nero · g6 pedone del nero · d4 pedone del bianco · e4 pedone del bianco · f4 pedone del bianco · c3 cavallo del bianco · a2 pedone del bianco · b2 pedone del bianco · c2 pedone del bianco · g2 pedone del bianco · h2 pedone del bianco · a1 torre del bianco · c1 alfiere del bianco · d1 donna del bianco · e1 re del bianco · f1 alfiere del bianco · g1 cavallo del bianco · h1 torre del bianco | a8 torre del nero · b8 cavallo del nero · c8 alfiere del nero · d8 donna del nero · e8 re del nero · f8 alfiere del nero · h8 torre del nero · a7 pedone del nero · b7 pedone del nero · c7 pedone del nero · e7 pedone del nero · f7 pedone del nero · h7 pedone del nero · d6 pedone del nero · f6 cavallo del nero · g6 pedone del nero · d4 pedone del bianco · e4 pedone del bianco · f4 pedone del bianco · c3 cavallo del bianco · a2 pedone del bianco · b2 pedone del bianco · c2 pedone del bianco · g2 pedone del bianco · h2 pedone del bianco · a1 torre del bianco · c1 alfiere del bianco · d1 donna del bianco · e1 re del bianco · f1 alfiere del bianco · g1 cavallo del bianco · h1 torre del bianco | a8 torre del nero · b8 cavallo del nero · c8 alfiere del nero · d8 donna del nero · e8 re del nero · f8 alfiere del nero · h8 torre del nero · a7 pedone del nero · b7 pedone del nero · c7 pedone del nero · e7 pedone del nero · f7 pedone del nero · h7 pedone del nero · d6 pedone del nero · f6 cavallo del nero · g6 pedone del nero · d4 pedone del bianco · e4 pedone del bianco · f4 pedone del bianco · c3 cavallo del bianco · a2 pedone del bianco · b2 pedone del bianco · c2 pedone del bianco · g2 pedone del bianco · h2 pedone del bianco · a1 torre del bianco · c1 alfiere del bianco · d1 donna del bianco · e1 re del bianco · f1 alfiere del bianco · g1 cavallo del bianco · h1 torre del bianco | a8 torre del nero · b8 cavallo del nero · c8 alfiere del nero · d8 donna del nero · e8 re del nero · f8 alfiere del nero · h8 torre del nero · a7 pedone del nero · b7 pedone del nero · c7 pedone del nero · e7 pedone del nero · f7 pedone del nero · h7 pedone del nero · d6 pedone del nero · f6 cavallo del nero · g6 pedone del nero · d4 pedone del bianco · e4 pedone del bianco · f4 pedone del bianco · c3 cavallo del bianco · a2 pedone del bianco · b2 pedone del bianco · c2 pedone del bianco · g2 pedone del bianco · h2 pedone del bianco · a1 torre del bianco · c1 alfiere del bianco · d1 donna del bianco · e1 re del bianco · f1 alfiere del bianco · g1 cavallo del bianco · h1 torre del bianco | a8 torre del nero · b8 cavallo del nero · c8 alfiere del nero · d8 donna del nero · e8 re del nero · f8 alfiere del nero · h8 torre del nero · a7 pedone del nero · b7 pedone del nero · c7 pedone del nero · e7 pedone del nero · f7 pedone del nero · h7 pedone del nero · d6 pedone del nero · f6 cavallo del nero · g6 pedone del nero · d4 pedone del bianco · e4 pedone del bianco · f4 pedone del bianco · c3 cavallo del bianco · a2 pedone del bianco · b2 pedone del bianco · c2 pedone del bianco · g2 pedone del bianco · h2 pedone del bianco · a1 torre del bianco · c1 alfiere del bianco · d1 donna del bianco · e1 re del bianco · f1 alfiere del bianco · g1 cavallo del bianco · h1 torre del bianco | a8 torre del nero · b8 cavallo del nero · c8 alfiere del nero · d8 donna del nero · e8 re del nero · f8 alfiere del nero · h8 torre del nero · a7 pedone del nero · b7 pedone del nero · c7 pedone del nero · e7 pedone del nero · f7 pedone del nero · h7 pedone del nero · d6 pedone del nero · f6 cavallo del nero · g6 pedone del nero · d4 pedone del bianco · e4 pedone del bianco · f4 pedone del bianco · c3 cavallo del bianco · a2 pedone del bianco · b2 pedone del bianco · c2 pedone del bianco · g2 pedone del bianco · h2 pedone del bianco · a1 torre del bianco · c1 alfiere del bianco · d1 donna del bianco · e1 re del bianco · f1 alfiere del bianco · g1 cavallo del bianco · h1 torre del bianco | a8 torre del nero · b8 cavallo del nero · c8 alfiere del nero · d8 donna del nero · e8 re del nero · f8 alfiere del nero · h8 torre del nero · a7 pedone del nero · b7 pedone del nero · c7 pedone del nero · e7 pedone del nero · f7 pedone del nero · h7 pedone del nero · d6 pedone del nero · f6 cavallo del nero · g6 pedone del nero · d4 pedone del bianco · e4 pedone del bianco · f4 pedone del bianco · c3 cavallo del bianco · a2 pedone del bianco · b2 pedone del bianco · c2 pedone del bianco · g2 pedone del bianco · h2 pedone del bianco · a1 torre del bianco · c1 alfiere del bianco · d1 donna del bianco · e1 re del bianco · f1 alfiere del bianco · g1 cavallo del bianco · h1 torre del bianco | 1 |
|   | a | b | c | d | e | f | g | h |   |

Nell'analisi in precedenza si è detto che se il bianco opera varianti aggressive, il nero deve reagire con prontezza ed efficacia per evitare di cadere in posizioni passive.
Infatti si guardi questa continuazione della variante che va sotto il nome di attacco austriaco in cui il nero si ritrova nel giro di una decina di mosse in posizione ristretta con conseguente perdita della partita.
4 f4 Ag7 5 Cf3 Ag4? (c5) 6 h3 Ad7? (Axf3) 7 e5! Ch5 8 Rf2! f5? (Af8) 9 Ac4 Ah6 10 e6 Ac8 11 g4!ed il bianco ha un vantaggio decisivo. Infatti se Axf4 12 gxh5 Axc1 13 Dxc1 c6 14 Dh6! d5 15 hxg6 dxc4 16 g7 Tg8 17 Dh5#
Per evitare di entrare in una posizione così debole il nero può optare per una variante spettacolare e forzata che porta alla patta:
4.f4 Ag7 5.Cf3 c5! 6.e5 Cg4 7. Ab5+ (sennò il centro bianco viene distrutto. 7.h3 non porta a nulla.)7...Ad7 8.e6! fxe6 9.Cg5 Axb5 10.Cxe6 Axd4!! 11.Cxd8 Af2+ con conseguente patta per ripetizione!

### Variante classica
|   | a | b | c | d | e | f | g | h |   |
| 8 | a8 torre del nero · b8 cavallo del nero · c8 alfiere del nero · d8 donna del nero · e8 re del nero · f8 alfiere del nero · h8 torre del nero · a7 pedone del nero · b7 pedone del nero · c7 pedone del nero · e7 pedone del nero · f7 pedone del nero · h7 pedone del nero · d6 pedone del nero · f6 cavallo del nero · g6 pedone del nero · d4 pedone del bianco · e4 pedone del bianco · c3 cavallo del bianco · f3 cavallo del bianco · a2 pedone del bianco · b2 pedone del bianco · c2 pedone del bianco · f2 pedone del bianco · g2 pedone del bianco · h2 pedone del bianco · a1 torre del bianco · c1 alfiere del bianco · d1 donna del bianco · e1 re del bianco · f1 alfiere del bianco · h1 torre del bianco | a8 torre del nero · b8 cavallo del nero · c8 alfiere del nero · d8 donna del nero · e8 re del nero · f8 alfiere del nero · h8 torre del nero · a7 pedone del nero · b7 pedone del nero · c7 pedone del nero · e7 pedone del nero · f7 pedone del nero · h7 pedone del nero · d6 pedone del nero · f6 cavallo del nero · g6 pedone del nero · d4 pedone del bianco · e4 pedone del bianco · c3 cavallo del bianco · f3 cavallo del bianco · a2 pedone del bianco · b2 pedone del bianco · c2 pedone del bianco · f2 pedone del bianco · g2 pedone del bianco · h2 pedone del bianco · a1 torre del bianco · c1 alfiere del bianco · d1 donna del bianco · e1 re del bianco · f1 alfiere del bianco · h1 torre del bianco | a8 torre del nero · b8 cavallo del nero · c8 alfiere del nero · d8 donna del nero · e8 re del nero · f8 alfiere del nero · h8 torre del nero · a7 pedone del nero · b7 pedone del nero · c7 pedone del nero · e7 pedone del nero · f7 pedone del nero · h7 pedone del nero · d6 pedone del nero · f6 cavallo del nero · g6 pedone del nero · d4 pedone del bianco · e4 pedone del bianco · c3 cavallo del bianco · f3 cavallo del bianco · a2 pedone del bianco · b2 pedone del bianco · c2 pedone del bianco · f2 pedone del bianco · g2 pedone del bianco · h2 pedone del bianco · a1 torre del bianco · c1 alfiere del bianco · d1 donna del bianco · e1 re del bianco · f1 alfiere del bianco · h1 torre del bianco | a8 torre del nero · b8 cavallo del nero · c8 alfiere del nero · d8 donna del nero · e8 re del nero · f8 alfiere del nero · h8 torre del nero · a7 pedone del nero · b7 pedone del nero · c7 pedone del nero · e7 pedone del nero · f7 pedone del nero · h7 pedone del nero · d6 pedone del nero · f6 cavallo del nero · g6 pedone del nero · d4 pedone del bianco · e4 pedone del bianco · c3 cavallo del bianco · f3 cavallo del bianco · a2 pedone del bianco · b2 pedone del bianco · c2 pedone del bianco · f2 pedone del bianco · g2 pedone del bianco · h2 pedone del bianco · a1 torre del bianco · c1 alfiere del bianco · d1 donna del bianco · e1 re del bianco · f1 alfiere del bianco · h1 torre del bianco | a8 torre del nero · b8 cavallo del nero · c8 alfiere del nero · d8 donna del nero · e8 re del nero · f8 alfiere del nero · h8 torre del nero · a7 pedone del nero · b7 pedone del nero · c7 pedone del nero · e7 pedone del nero · f7 pedone del nero · h7 pedone del nero · d6 pedone del nero · f6 cavallo del nero · g6 pedone del nero · d4 pedone del bianco · e4 pedone del bianco · c3 cavallo del bianco · f3 cavallo del bianco · a2 pedone del bianco · b2 pedone del bianco · c2 pedone del bianco · f2 pedone del bianco · g2 pedone del bianco · h2 pedone del bianco · a1 torre del bianco · c1 alfiere del bianco · d1 donna del bianco · e1 re del bianco · f1 alfiere del bianco · h1 torre del bianco | a8 torre del nero · b8 cavallo del nero · c8 alfiere del nero · d8 donna del nero · e8 re del nero · f8 alfiere del nero · h8 torre del nero · a7 pedone del nero · b7 pedone del nero · c7 pedone del nero · e7 pedone del nero · f7 pedone del nero · h7 pedone del nero · d6 pedone del nero · f6 cavallo del nero · g6 pedone del nero · d4 pedone del bianco · e4 pedone del bianco · c3 cavallo del bianco · f3 cavallo del bianco · a2 pedone del bianco · b2 pedone del bianco · c2 pedone del bianco · f2 pedone del bianco · g2 pedone del bianco · h2 pedone del bianco · a1 torre del bianco · c1 alfiere del bianco · d1 donna del bianco · e1 re del bianco · f1 alfiere del bianco · h1 torre del bianco | a8 torre del nero · b8 cavallo del nero · c8 alfiere del nero · d8 donna del nero · e8 re del nero · f8 alfiere del nero · h8 torre del nero · a7 pedone del nero · b7 pedone del nero · c7 pedone del nero · e7 pedone del nero · f7 pedone del nero · h7 pedone del nero · d6 pedone del nero · f6 cavallo del nero · g6 pedone del nero · d4 pedone del bianco · e4 pedone del bianco · c3 cavallo del bianco · f3 cavallo del bianco · a2 pedone del bianco · b2 pedone del bianco · c2 pedone del bianco · f2 pedone del bianco · g2 pedone del bianco · h2 pedone del bianco · a1 torre del bianco · c1 alfiere del bianco · d1 donna del bianco · e1 re del bianco · f1 alfiere del bianco · h1 torre del bianco | a8 torre del nero · b8 cavallo del nero · c8 alfiere del nero · d8 donna del nero · e8 re del nero · f8 alfiere del nero · h8 torre del nero · a7 pedone del nero · b7 pedone del nero · c7 pedone del nero · e7 pedone del nero · f7 pedone del nero · h7 pedone del nero · d6 pedone del nero · f6 cavallo del nero · g6 pedone del nero · d4 pedone del bianco · e4 pedone del bianco · c3 cavallo del bianco · f3 cavallo del bianco · a2 pedone del bianco · b2 pedone del bianco · c2 pedone del bianco · f2 pedone del bianco · g2 pedone del bianco · h2 pedone del bianco · a1 torre del bianco · c1 alfiere del bianco · d1 donna del bianco · e1 re del bianco · f1 alfiere del bianco · h1 torre del bianco | 8 |
| 7 | a8 torre del nero · b8 cavallo del nero · c8 alfiere del nero · d8 donna del nero · e8 re del nero · f8 alfiere del nero · h8 torre del nero · a7 pedone del nero · b7 pedone del nero · c7 pedone del nero · e7 pedone del nero · f7 pedone del nero · h7 pedone del nero · d6 pedone del nero · f6 cavallo del nero · g6 pedone del nero · d4 pedone del bianco · e4 pedone del bianco · c3 cavallo del bianco · f3 cavallo del bianco · a2 pedone del bianco · b2 pedone del bianco · c2 pedone del bianco · f2 pedone del bianco · g2 pedone del bianco · h2 pedone del bianco · a1 torre del bianco · c1 alfiere del bianco · d1 donna del bianco · e1 re del bianco · f1 alfiere del bianco · h1 torre del bianco | a8 torre del nero · b8 cavallo del nero · c8 alfiere del nero · d8 donna del nero · e8 re del nero · f8 alfiere del nero · h8 torre del nero · a7 pedone del nero · b7 pedone del nero · c7 pedone del nero · e7 pedone del nero · f7 pedone del nero · h7 pedone del nero · d6 pedone del nero · f6 cavallo del nero · g6 pedone del nero · d4 pedone del bianco · e4 pedone del bianco · c3 cavallo del bianco · f3 cavallo del bianco · a2 pedone del bianco · b2 pedone del bianco · c2 pedone del bianco · f2 pedone del bianco · g2 pedone del bianco · h2 pedone del bianco · a1 torre del bianco · c1 alfiere del bianco · d1 donna del bianco · e1 re del bianco · f1 alfiere del bianco · h1 torre del bianco | a8 torre del nero · b8 cavallo del nero · c8 alfiere del nero · d8 donna del nero · e8 re del nero · f8 alfiere del nero · h8 torre del nero · a7 pedone del nero · b7 pedone del nero · c7 pedone del nero · e7 pedone del nero · f7 pedone del nero · h7 pedone del nero · d6 pedone del nero · f6 cavallo del nero · g6 pedone del nero · d4 pedone del bianco · e4 pedone del bianco · c3 cavallo del bianco · f3 cavallo del bianco · a2 pedone del bianco · b2 pedone del bianco · c2 pedone del bianco · f2 pedone del bianco · g2 pedone del bianco · h2 pedone del bianco · a1 torre del bianco · c1 alfiere del bianco · d1 donna del bianco · e1 re del bianco · f1 alfiere del bianco · h1 torre del bianco | a8 torre del nero · b8 cavallo del nero · c8 alfiere del nero · d8 donna del nero · e8 re del nero · f8 alfiere del nero · h8 torre del nero · a7 pedone del nero · b7 pedone del nero · c7 pedone del nero · e7 pedone del nero · f7 pedone del nero · h7 pedone del nero · d6 pedone del nero · f6 cavallo del nero · g6 pedone del nero · d4 pedone del bianco · e4 pedone del bianco · c3 cavallo del bianco · f3 cavallo del bianco · a2 pedone del bianco · b2 pedone del bianco · c2 pedone del bianco · f2 pedone del bianco · g2 pedone del bianco · h2 pedone del bianco · a1 torre del bianco · c1 alfiere del bianco · d1 donna del bianco · e1 re del bianco · f1 alfiere del bianco · h1 torre del bianco | a8 torre del nero · b8 cavallo del nero · c8 alfiere del nero · d8 donna del nero · e8 re del nero · f8 alfiere del nero · h8 torre del nero · a7 pedone del nero · b7 pedone del nero · c7 pedone del nero · e7 pedone del nero · f7 pedone del nero · h7 pedone del nero · d6 pedone del nero · f6 cavallo del nero · g6 pedone del nero · d4 pedone del bianco · e4 pedone del bianco · c3 cavallo del bianco · f3 cavallo del bianco · a2 pedone del bianco · b2 pedone del bianco · c2 pedone del bianco · f2 pedone del bianco · g2 pedone del bianco · h2 pedone del bianco · a1 torre del bianco · c1 alfiere del bianco · d1 donna del bianco · e1 re del bianco · f1 alfiere del bianco · h1 torre del bianco | a8 torre del nero · b8 cavallo del nero · c8 alfiere del nero · d8 donna del nero · e8 re del nero · f8 alfiere del nero · h8 torre del nero · a7 pedone del nero · b7 pedone del nero · c7 pedone del nero · e7 pedone del nero · f7 pedone del nero · h7 pedone del nero · d6 pedone del nero · f6 cavallo del nero · g6 pedone del nero · d4 pedone del bianco · e4 pedone del bianco · c3 cavallo del bianco · f3 cavallo del bianco · a2 pedone del bianco · b2 pedone del bianco · c2 pedone del bianco · f2 pedone del bianco · g2 pedone del bianco · h2 pedone del bianco · a1 torre del bianco · c1 alfiere del bianco · d1 donna del bianco · e1 re del bianco · f1 alfiere del bianco · h1 torre del bianco | a8 torre del nero · b8 cavallo del nero · c8 alfiere del nero · d8 donna del nero · e8 re del nero · f8 alfiere del nero · h8 torre del nero · a7 pedone del nero · b7 pedone del nero · c7 pedone del nero · e7 pedone del nero · f7 pedone del nero · h7 pedone del nero · d6 pedone del nero · f6 cavallo del nero · g6 pedone del nero · d4 pedone del bianco · e4 pedone del bianco · c3 cavallo del bianco · f3 cavallo del bianco · a2 pedone del bianco · b2 pedone del bianco · c2 pedone del bianco · f2 pedone del bianco · g2 pedone del bianco · h2 pedone del bianco · a1 torre del bianco · c1 alfiere del bianco · d1 donna del bianco · e1 re del bianco · f1 alfiere del bianco · h1 torre del bianco | a8 torre del nero · b8 cavallo del nero · c8 alfiere del nero · d8 donna del nero · e8 re del nero · f8 alfiere del nero · h8 torre del nero · a7 pedone del nero · b7 pedone del nero · c7 pedone del nero · e7 pedone del nero · f7 pedone del nero · h7 pedone del nero · d6 pedone del nero · f6 cavallo del nero · g6 pedone del nero · d4 pedone del bianco · e4 pedone del bianco · c3 cavallo del bianco · f3 cavallo del bianco · a2 pedone del bianco · b2 pedone del bianco · c2 pedone del bianco · f2 pedone del bianco · g2 pedone del bianco · h2 pedone del bianco · a1 torre del bianco · c1 alfiere del bianco · d1 donna del bianco · e1 re del bianco · f1 alfiere del bianco · h1 torre del bianco | 7 |
| 6 | a8 torre del nero · b8 cavallo del nero · c8 alfiere del nero · d8 donna del nero · e8 re del nero · f8 alfiere del nero · h8 torre del nero · a7 pedone del nero · b7 pedone del nero · c7 pedone del nero · e7 pedone del nero · f7 pedone del nero · h7 pedone del nero · d6 pedone del nero · f6 cavallo del nero · g6 pedone del nero · d4 pedone del bianco · e4 pedone del bianco · c3 cavallo del bianco · f3 cavallo del bianco · a2 pedone del bianco · b2 pedone del bianco · c2 pedone del bianco · f2 pedone del bianco · g2 pedone del bianco · h2 pedone del bianco · a1 torre del bianco · c1 alfiere del bianco · d1 donna del bianco · e1 re del bianco · f1 alfiere del bianco · h1 torre del bianco | a8 torre del nero · b8 cavallo del nero · c8 alfiere del nero · d8 donna del nero · e8 re del nero · f8 alfiere del nero · h8 torre del nero · a7 pedone del nero · b7 pedone del nero · c7 pedone del nero · e7 pedone del nero · f7 pedone del nero · h7 pedone del nero · d6 pedone del nero · f6 cavallo del nero · g6 pedone del nero · d4 pedone del bianco · e4 pedone del bianco · c3 cavallo del bianco · f3 cavallo del bianco · a2 pedone del bianco · b2 pedone del bianco · c2 pedone del bianco · f2 pedone del bianco · g2 pedone del bianco · h2 pedone del bianco · a1 torre del bianco · c1 alfiere del bianco · d1 donna del bianco · e1 re del bianco · f1 alfiere del bianco · h1 torre del bianco | a8 torre del nero · b8 cavallo del nero · c8 alfiere del nero · d8 donna del nero · e8 re del nero · f8 alfiere del nero · h8 torre del nero · a7 pedone del nero · b7 pedone del nero · c7 pedone del nero · e7 pedone del nero · f7 pedone del nero · h7 pedone del nero · d6 pedone del nero · f6 cavallo del nero · g6 pedone del nero · d4 pedone del bianco · e4 pedone del bianco · c3 cavallo del bianco · f3 cavallo del bianco · a2 pedone del bianco · b2 pedone del bianco · c2 pedone del bianco · f2 pedone del bianco · g2 pedone del bianco · h2 pedone del bianco · a1 torre del bianco · c1 alfiere del bianco · d1 donna del bianco · e1 re del bianco · f1 alfiere del bianco · h1 torre del bianco | a8 torre del nero · b8 cavallo del nero · c8 alfiere del nero · d8 donna del nero · e8 re del nero · f8 alfiere del nero · h8 torre del nero · a7 pedone del nero · b7 pedone del nero · c7 pedone del nero · e7 pedone del nero · f7 pedone del nero · h7 pedone del nero · d6 pedone del nero · f6 cavallo del nero · g6 pedone del nero · d4 pedone del bianco · e4 pedone del bianco · c3 cavallo del bianco · f3 cavallo del bianco · a2 pedone del bianco · b2 pedone del bianco · c2 pedone del bianco · f2 pedone del bianco · g2 pedone del bianco · h2 pedone del bianco · a1 torre del bianco · c1 alfiere del bianco · d1 donna del bianco · e1 re del bianco · f1 alfiere del bianco · h1 torre del bianco | a8 torre del nero · b8 cavallo del nero · c8 alfiere del nero · d8 donna del nero · e8 re del nero · f8 alfiere del nero · h8 torre del nero · a7 pedone del nero · b7 pedone del nero · c7 pedone del nero · e7 pedone del nero · f7 pedone del nero · h7 pedone del nero · d6 pedone del nero · f6 cavallo del nero · g6 pedone del nero · d4 pedone del bianco · e4 pedone del bianco · c3 cavallo del bianco · f3 cavallo del bianco · a2 pedone del bianco · b2 pedone del bianco · c2 pedone del bianco · f2 pedone del bianco · g2 pedone del bianco · h2 pedone del bianco · a1 torre del bianco · c1 alfiere del bianco · d1 donna del bianco · e1 re del bianco · f1 alfiere del bianco · h1 torre del bianco | a8 torre del nero · b8 cavallo del nero · c8 alfiere del nero · d8 donna del nero · e8 re del nero · f8 alfiere del nero · h8 torre del nero · a7 pedone del nero · b7 pedone del nero · c7 pedone del nero · e7 pedone del nero · f7 pedone del nero · h7 pedone del nero · d6 pedone del nero · f6 cavallo del nero · g6 pedone del nero · d4 pedone del bianco · e4 pedone del bianco · c3 cavallo del bianco · f3 cavallo del bianco · a2 pedone del bianco · b2 pedone del bianco · c2 pedone del bianco · f2 pedone del bianco · g2 pedone del bianco · h2 pedone del bianco · a1 torre del bianco · c1 alfiere del bianco · d1 donna del bianco · e1 re del bianco · f1 alfiere del bianco · h1 torre del bianco | a8 torre del nero · b8 cavallo del nero · c8 alfiere del nero · d8 donna del nero · e8 re del nero · f8 alfiere del nero · h8 torre del nero · a7 pedone del nero · b7 pedone del nero · c7 pedone del nero · e7 pedone del nero · f7 pedone del nero · h7 pedone del nero · d6 pedone del nero · f6 cavallo del nero · g6 pedone del nero · d4 pedone del bianco · e4 pedone del bianco · c3 cavallo del bianco · f3 cavallo del bianco · a2 pedone del bianco · b2 pedone del bianco · c2 pedone del bianco · f2 pedone del bianco · g2 pedone del bianco · h2 pedone del bianco · a1 torre del bianco · c1 alfiere del bianco · d1 donna del bianco · e1 re del bianco · f1 alfiere del bianco · h1 torre del bianco | a8 torre del nero · b8 cavallo del nero · c8 alfiere del nero · d8 donna del nero · e8 re del nero · f8 alfiere del nero · h8 torre del nero · a7 pedone del nero · b7 pedone del nero · c7 pedone del nero · e7 pedone del nero · f7 pedone del nero · h7 pedone del nero · d6 pedone del nero · f6 cavallo del nero · g6 pedone del nero · d4 pedone del bianco · e4 pedone del bianco · c3 cavallo del bianco · f3 cavallo del bianco · a2 pedone del bianco · b2 pedone del bianco · c2 pedone del bianco · f2 pedone del bianco · g2 pedone del bianco · h2 pedone del bianco · a1 torre del bianco · c1 alfiere del bianco · d1 donna del bianco · e1 re del bianco · f1 alfiere del bianco · h1 torre del bianco | 6 |
| 5 | a8 torre del nero · b8 cavallo del nero · c8 alfiere del nero · d8 donna del nero · e8 re del nero · f8 alfiere del nero · h8 torre del nero · a7 pedone del nero · b7 pedone del nero · c7 pedone del nero · e7 pedone del nero · f7 pedone del nero · h7 pedone del nero · d6 pedone del nero · f6 cavallo del nero · g6 pedone del nero · d4 pedone del bianco · e4 pedone del bianco · c3 cavallo del bianco · f3 cavallo del bianco · a2 pedone del bianco · b2 pedone del bianco · c2 pedone del bianco · f2 pedone del bianco · g2 pedone del bianco · h2 pedone del bianco · a1 torre del bianco · c1 alfiere del bianco · d1 donna del bianco · e1 re del bianco · f1 alfiere del bianco · h1 torre del bianco | a8 torre del nero · b8 cavallo del nero · c8 alfiere del nero · d8 donna del nero · e8 re del nero · f8 alfiere del nero · h8 torre del nero · a7 pedone del nero · b7 pedone del nero · c7 pedone del nero · e7 pedone del nero · f7 pedone del nero · h7 pedone del nero · d6 pedone del nero · f6 cavallo del nero · g6 pedone del nero · d4 pedone del bianco · e4 pedone del bianco · c3 cavallo del bianco · f3 cavallo del bianco · a2 pedone del bianco · b2 pedone del bianco · c2 pedone del bianco · f2 pedone del bianco · g2 pedone del bianco · h2 pedone del bianco · a1 torre del bianco · c1 alfiere del bianco · d1 donna del bianco · e1 re del bianco · f1 alfiere del bianco · h1 torre del bianco | a8 torre del nero · b8 cavallo del nero · c8 alfiere del nero · d8 donna del nero · e8 re del nero · f8 alfiere del nero · h8 torre del nero · a7 pedone del nero · b7 pedone del nero · c7 pedone del nero · e7 pedone del nero · f7 pedone del nero · h7 pedone del nero · d6 pedone del nero · f6 cavallo del nero · g6 pedone del nero · d4 pedone del bianco · e4 pedone del bianco · c3 cavallo del bianco · f3 cavallo del bianco · a2 pedone del bianco · b2 pedone del bianco · c2 pedone del bianco · f2 pedone del bianco · g2 pedone del bianco · h2 pedone del bianco · a1 torre del bianco · c1 alfiere del bianco · d1 donna del bianco · e1 re del bianco · f1 alfiere del bianco · h1 torre del bianco | a8 torre del nero · b8 cavallo del nero · c8 alfiere del nero · d8 donna del nero · e8 re del nero · f8 alfiere del nero · h8 torre del nero · a7 pedone del nero · b7 pedone del nero · c7 pedone del nero · e7 pedone del nero · f7 pedone del nero · h7 pedone del nero · d6 pedone del nero · f6 cavallo del nero · g6 pedone del nero · d4 pedone del bianco · e4 pedone del bianco · c3 cavallo del bianco · f3 cavallo del bianco · a2 pedone del bianco · b2 pedone del bianco · c2 pedone del bianco · f2 pedone del bianco · g2 pedone del bianco · h2 pedone del bianco · a1 torre del bianco · c1 alfiere del bianco · d1 donna del bianco · e1 re del bianco · f1 alfiere del bianco · h1 torre del bianco | a8 torre del nero · b8 cavallo del nero · c8 alfiere del nero · d8 donna del nero · e8 re del nero · f8 alfiere del nero · h8 torre del nero · a7 pedone del nero · b7 pedone del nero · c7 pedone del nero · e7 pedone del nero · f7 pedone del nero · h7 pedone del nero · d6 pedone del nero · f6 cavallo del nero · g6 pedone del nero · d4 pedone del bianco · e4 pedone del bianco · c3 cavallo del bianco · f3 cavallo del bianco · a2 pedone del bianco · b2 pedone del bianco · c2 pedone del bianco · f2 pedone del bianco · g2 pedone del bianco · h2 pedone del bianco · a1 torre del bianco · c1 alfiere del bianco · d1 donna del bianco · e1 re del bianco · f1 alfiere del bianco · h1 torre del bianco | a8 torre del nero · b8 cavallo del nero · c8 alfiere del nero · d8 donna del nero · e8 re del nero · f8 alfiere del nero · h8 torre del nero · a7 pedone del nero · b7 pedone del nero · c7 pedone del nero · e7 pedone del nero · f7 pedone del nero · h7 pedone del nero · d6 pedone del nero · f6 cavallo del nero · g6 pedone del nero · d4 pedone del bianco · e4 pedone del bianco · c3 cavallo del bianco · f3 cavallo del bianco · a2 pedone del bianco · b2 pedone del bianco · c2 pedone del bianco · f2 pedone del bianco · g2 pedone del bianco · h2 pedone del bianco · a1 torre del bianco · c1 alfiere del bianco · d1 donna del bianco · e1 re del bianco · f1 alfiere del bianco · h1 torre del bianco | a8 torre del nero · b8 cavallo del nero · c8 alfiere del nero · d8 donna del nero · e8 re del nero · f8 alfiere del nero · h8 torre del nero · a7 pedone del nero · b7 pedone del nero · c7 pedone del nero · e7 pedone del nero · f7 pedone del nero · h7 pedone del nero · d6 pedone del nero · f6 cavallo del nero · g6 pedone del nero · d4 pedone del bianco · e4 pedone del bianco · c3 cavallo del bianco · f3 cavallo del bianco · a2 pedone del bianco · b2 pedone del bianco · c2 pedone del bianco · f2 pedone del bianco · g2 pedone del bianco · h2 pedone del bianco · a1 torre del bianco · c1 alfiere del bianco · d1 donna del bianco · e1 re del bianco · f1 alfiere del bianco · h1 torre del bianco | a8 torre del nero · b8 cavallo del nero · c8 alfiere del nero · d8 donna del nero · e8 re del nero · f8 alfiere del nero · h8 torre del nero · a7 pedone del nero · b7 pedone del nero · c7 pedone del nero · e7 pedone del nero · f7 pedone del nero · h7 pedone del nero · d6 pedone del nero · f6 cavallo del nero · g6 pedone del nero · d4 pedone del bianco · e4 pedone del bianco · c3 cavallo del bianco · f3 cavallo del bianco · a2 pedone del bianco · b2 pedone del bianco · c2 pedone del bianco · f2 pedone del bianco · g2 pedone del bianco · h2 pedone del bianco · a1 torre del bianco · c1 alfiere del bianco · d1 donna del bianco · e1 re del bianco · f1 alfiere del bianco · h1 torre del bianco | 5 |
| 4 | a8 torre del nero · b8 cavallo del nero · c8 alfiere del nero · d8 donna del nero · e8 re del nero · f8 alfiere del nero · h8 torre del nero · a7 pedone del nero · b7 pedone del nero · c7 pedone del nero · e7 pedone del nero · f7 pedone del nero · h7 pedone del nero · d6 pedone del nero · f6 cavallo del nero · g6 pedone del nero · d4 pedone del bianco · e4 pedone del bianco · c3 cavallo del bianco · f3 cavallo del bianco · a2 pedone del bianco · b2 pedone del bianco · c2 pedone del bianco · f2 pedone del bianco · g2 pedone del bianco · h2 pedone del bianco · a1 torre del bianco · c1 alfiere del bianco · d1 donna del bianco · e1 re del bianco · f1 alfiere del bianco · h1 torre del bianco | a8 torre del nero · b8 cavallo del nero · c8 alfiere del nero · d8 donna del nero · e8 re del nero · f8 alfiere del nero · h8 torre del nero · a7 pedone del nero · b7 pedone del nero · c7 pedone del nero · e7 pedone del nero · f7 pedone del nero · h7 pedone del nero · d6 pedone del nero · f6 cavallo del nero · g6 pedone del nero · d4 pedone del bianco · e4 pedone del bianco · c3 cavallo del bianco · f3 cavallo del bianco · a2 pedone del bianco · b2 pedone del bianco · c2 pedone del bianco · f2 pedone del bianco · g2 pedone del bianco · h2 pedone del bianco · a1 torre del bianco · c1 alfiere del bianco · d1 donna del bianco · e1 re del bianco · f1 alfiere del bianco · h1 torre del bianco | a8 torre del nero · b8 cavallo del nero · c8 alfiere del nero · d8 donna del nero · e8 re del nero · f8 alfiere del nero · h8 torre del nero · a7 pedone del nero · b7 pedone del nero · c7 pedone del nero · e7 pedone del nero · f7 pedone del nero · h7 pedone del nero · d6 pedone del nero · f6 cavallo del nero · g6 pedone del nero · d4 pedone del bianco · e4 pedone del bianco · c3 cavallo del bianco · f3 cavallo del bianco · a2 pedone del bianco · b2 pedone del bianco · c2 pedone del bianco · f2 pedone del bianco · g2 pedone del bianco · h2 pedone del bianco · a1 torre del bianco · c1 alfiere del bianco · d1 donna del bianco · e1 re del bianco · f1 alfiere del bianco · h1 torre del bianco | a8 torre del nero · b8 cavallo del nero · c8 alfiere del nero · d8 donna del nero · e8 re del nero · f8 alfiere del nero · h8 torre del nero · a7 pedone del nero · b7 pedone del nero · c7 pedone del nero · e7 pedone del nero · f7 pedone del nero · h7 pedone del nero · d6 pedone del nero · f6 cavallo del nero · g6 pedone del nero · d4 pedone del bianco · e4 pedone del bianco · c3 cavallo del bianco · f3 cavallo del bianco · a2 pedone del bianco · b2 pedone del bianco · c2 pedone del bianco · f2 pedone del bianco · g2 pedone del bianco · h2 pedone del bianco · a1 torre del bianco · c1 alfiere del bianco · d1 donna del bianco · e1 re del bianco · f1 alfiere del bianco · h1 torre del bianco | a8 torre del nero · b8 cavallo del nero · c8 alfiere del nero · d8 donna del nero · e8 re del nero · f8 alfiere del nero · h8 torre del nero · a7 pedone del nero · b7 pedone del nero · c7 pedone del nero · e7 pedone del nero · f7 pedone del nero · h7 pedone del nero · d6 pedone del nero · f6 cavallo del nero · g6 pedone del nero · d4 pedone del bianco · e4 pedone del bianco · c3 cavallo del bianco · f3 cavallo del bianco · a2 pedone del bianco · b2 pedone del bianco · c2 pedone del bianco · f2 pedone del bianco · g2 pedone del bianco · h2 pedone del bianco · a1 torre del bianco · c1 alfiere del bianco · d1 donna del bianco · e1 re del bianco · f1 alfiere del bianco · h1 torre del bianco | a8 torre del nero · b8 cavallo del nero · c8 alfiere del nero · d8 donna del nero · e8 re del nero · f8 alfiere del nero · h8 torre del nero · a7 pedone del nero · b7 pedone del nero · c7 pedone del nero · e7 pedone del nero · f7 pedone del nero · h7 pedone del nero · d6 pedone del nero · f6 cavallo del nero · g6 pedone del nero · d4 pedone del bianco · e4 pedone del bianco · c3 cavallo del bianco · f3 cavallo del bianco · a2 pedone del bianco · b2 pedone del bianco · c2 pedone del bianco · f2 pedone del bianco · g2 pedone del bianco · h2 pedone del bianco · a1 torre del bianco · c1 alfiere del bianco · d1 donna del bianco · e1 re del bianco · f1 alfiere del bianco · h1 torre del bianco | a8 torre del nero · b8 cavallo del nero · c8 alfiere del nero · d8 donna del nero · e8 re del nero · f8 alfiere del nero · h8 torre del nero · a7 pedone del nero · b7 pedone del nero · c7 pedone del nero · e7 pedone del nero · f7 pedone del nero · h7 pedone del nero · d6 pedone del nero · f6 cavallo del nero · g6 pedone del nero · d4 pedone del bianco · e4 pedone del bianco · c3 cavallo del bianco · f3 cavallo del bianco · a2 pedone del bianco · b2 pedone del bianco · c2 pedone del bianco · f2 pedone del bianco · g2 pedone del bianco · h2 pedone del bianco · a1 torre del bianco · c1 alfiere del bianco · d1 donna del bianco · e1 re del bianco · f1 alfiere del bianco · h1 torre del bianco | a8 torre del nero · b8 cavallo del nero · c8 alfiere del nero · d8 donna del nero · e8 re del nero · f8 alfiere del nero · h8 torre del nero · a7 pedone del nero · b7 pedone del nero · c7 pedone del nero · e7 pedone del nero · f7 pedone del nero · h7 pedone del nero · d6 pedone del nero · f6 cavallo del nero · g6 pedone del nero · d4 pedone del bianco · e4 pedone del bianco · c3 cavallo del bianco · f3 cavallo del bianco · a2 pedone del bianco · b2 pedone del bianco · c2 pedone del bianco · f2 pedone del bianco · g2 pedone del bianco · h2 pedone del bianco · a1 torre del bianco · c1 alfiere del bianco · d1 donna del bianco · e1 re del bianco · f1 alfiere del bianco · h1 torre del bianco | 4 |
| 3 | a8 torre del nero · b8 cavallo del nero · c8 alfiere del nero · d8 donna del nero · e8 re del nero · f8 alfiere del nero · h8 torre del nero · a7 pedone del nero · b7 pedone del nero · c7 pedone del nero · e7 pedone del nero · f7 pedone del nero · h7 pedone del nero · d6 pedone del nero · f6 cavallo del nero · g6 pedone del nero · d4 pedone del bianco · e4 pedone del bianco · c3 cavallo del bianco · f3 cavallo del bianco · a2 pedone del bianco · b2 pedone del bianco · c2 pedone del bianco · f2 pedone del bianco · g2 pedone del bianco · h2 pedone del bianco · a1 torre del bianco · c1 alfiere del bianco · d1 donna del bianco · e1 re del bianco · f1 alfiere del bianco · h1 torre del bianco | a8 torre del nero · b8 cavallo del nero · c8 alfiere del nero · d8 donna del nero · e8 re del nero · f8 alfiere del nero · h8 torre del nero · a7 pedone del nero · b7 pedone del nero · c7 pedone del nero · e7 pedone del nero · f7 pedone del nero · h7 pedone del nero · d6 pedone del nero · f6 cavallo del nero · g6 pedone del nero · d4 pedone del bianco · e4 pedone del bianco · c3 cavallo del bianco · f3 cavallo del bianco · a2 pedone del bianco · b2 pedone del bianco · c2 pedone del bianco · f2 pedone del bianco · g2 pedone del bianco · h2 pedone del bianco · a1 torre del bianco · c1 alfiere del bianco · d1 donna del bianco · e1 re del bianco · f1 alfiere del bianco · h1 torre del bianco | a8 torre del nero · b8 cavallo del nero · c8 alfiere del nero · d8 donna del nero · e8 re del nero · f8 alfiere del nero · h8 torre del nero · a7 pedone del nero · b7 pedone del nero · c7 pedone del nero · e7 pedone del nero · f7 pedone del nero · h7 pedone del nero · d6 pedone del nero · f6 cavallo del nero · g6 pedone del nero · d4 pedone del bianco · e4 pedone del bianco · c3 cavallo del bianco · f3 cavallo del bianco · a2 pedone del bianco · b2 pedone del bianco · c2 pedone del bianco · f2 pedone del bianco · g2 pedone del bianco · h2 pedone del bianco · a1 torre del bianco · c1 alfiere del bianco · d1 donna del bianco · e1 re del bianco · f1 alfiere del bianco · h1 torre del bianco | a8 torre del nero · b8 cavallo del nero · c8 alfiere del nero · d8 donna del nero · e8 re del nero · f8 alfiere del nero · h8 torre del nero · a7 pedone del nero · b7 pedone del nero · c7 pedone del nero · e7 pedone del nero · f7 pedone del nero · h7 pedone del nero · d6 pedone del nero · f6 cavallo del nero · g6 pedone del nero · d4 pedone del bianco · e4 pedone del bianco · c3 cavallo del bianco · f3 cavallo del bianco · a2 pedone del bianco · b2 pedone del bianco · c2 pedone del bianco · f2 pedone del bianco · g2 pedone del bianco · h2 pedone del bianco · a1 torre del bianco · c1 alfiere del bianco · d1 donna del bianco · e1 re del bianco · f1 alfiere del bianco · h1 torre del bianco | a8 torre del nero · b8 cavallo del nero · c8 alfiere del nero · d8 donna del nero · e8 re del nero · f8 alfiere del nero · h8 torre del nero · a7 pedone del nero · b7 pedone del nero · c7 pedone del nero · e7 pedone del nero · f7 pedone del nero · h7 pedone del nero · d6 pedone del nero · f6 cavallo del nero · g6 pedone del nero · d4 pedone del bianco · e4 pedone del bianco · c3 cavallo del bianco · f3 cavallo del bianco · a2 pedone del bianco · b2 pedone del bianco · c2 pedone del bianco · f2 pedone del bianco · g2 pedone del bianco · h2 pedone del bianco · a1 torre del bianco · c1 alfiere del bianco · d1 donna del bianco · e1 re del bianco · f1 alfiere del bianco · h1 torre del bianco | a8 torre del nero · b8 cavallo del nero · c8 alfiere del nero · d8 donna del nero · e8 re del nero · f8 alfiere del nero · h8 torre del nero · a7 pedone del nero · b7 pedone del nero · c7 pedone del nero · e7 pedone del nero · f7 pedone del nero · h7 pedone del nero · d6 pedone del nero · f6 cavallo del nero · g6 pedone del nero · d4 pedone del bianco · e4 pedone del bianco · c3 cavallo del bianco · f3 cavallo del bianco · a2 pedone del bianco · b2 pedone del bianco · c2 pedone del bianco · f2 pedone del bianco · g2 pedone del bianco · h2 pedone del bianco · a1 torre del bianco · c1 alfiere del bianco · d1 donna del bianco · e1 re del bianco · f1 alfiere del bianco · h1 torre del bianco | a8 torre del nero · b8 cavallo del nero · c8 alfiere del nero · d8 donna del nero · e8 re del nero · f8 alfiere del nero · h8 torre del nero · a7 pedone del nero · b7 pedone del nero · c7 pedone del nero · e7 pedone del nero · f7 pedone del nero · h7 pedone del nero · d6 pedone del nero · f6 cavallo del nero · g6 pedone del nero · d4 pedone del bianco · e4 pedone del bianco · c3 cavallo del bianco · f3 cavallo del bianco · a2 pedone del bianco · b2 pedone del bianco · c2 pedone del bianco · f2 pedone del bianco · g2 pedone del bianco · h2 pedone del bianco · a1 torre del bianco · c1 alfiere del bianco · d1 donna del bianco · e1 re del bianco · f1 alfiere del bianco · h1 torre del bianco | a8 torre del nero · b8 cavallo del nero · c8 alfiere del nero · d8 donna del nero · e8 re del nero · f8 alfiere del nero · h8 torre del nero · a7 pedone del nero · b7 pedone del nero · c7 pedone del nero · e7 pedone del nero · f7 pedone del nero · h7 pedone del nero · d6 pedone del nero · f6 cavallo del nero · g6 pedone del nero · d4 pedone del bianco · e4 pedone del bianco · c3 cavallo del bianco · f3 cavallo del bianco · a2 pedone del bianco · b2 pedone del bianco · c2 pedone del bianco · f2 pedone del bianco · g2 pedone del bianco · h2 pedone del bianco · a1 torre del bianco · c1 alfiere del bianco · d1 donna del bianco · e1 re del bianco · f1 alfiere del bianco · h1 torre del bianco | 3 |
| 2 | a8 torre del nero · b8 cavallo del nero · c8 alfiere del nero · d8 donna del nero · e8 re del nero · f8 alfiere del nero · h8 torre del nero · a7 pedone del nero · b7 pedone del nero · c7 pedone del nero · e7 pedone del nero · f7 pedone del nero · h7 pedone del nero · d6 pedone del nero · f6 cavallo del nero · g6 pedone del nero · d4 pedone del bianco · e4 pedone del bianco · c3 cavallo del bianco · f3 cavallo del bianco · a2 pedone del bianco · b2 pedone del bianco · c2 pedone del bianco · f2 pedone del bianco · g2 pedone del bianco · h2 pedone del bianco · a1 torre del bianco · c1 alfiere del bianco · d1 donna del bianco · e1 re del bianco · f1 alfiere del bianco · h1 torre del bianco | a8 torre del nero · b8 cavallo del nero · c8 alfiere del nero · d8 donna del nero · e8 re del nero · f8 alfiere del nero · h8 torre del nero · a7 pedone del nero · b7 pedone del nero · c7 pedone del nero · e7 pedone del nero · f7 pedone del nero · h7 pedone del nero · d6 pedone del nero · f6 cavallo del nero · g6 pedone del nero · d4 pedone del bianco · e4 pedone del bianco · c3 cavallo del bianco · f3 cavallo del bianco · a2 pedone del bianco · b2 pedone del bianco · c2 pedone del bianco · f2 pedone del bianco · g2 pedone del bianco · h2 pedone del bianco · a1 torre del bianco · c1 alfiere del bianco · d1 donna del bianco · e1 re del bianco · f1 alfiere del bianco · h1 torre del bianco | a8 torre del nero · b8 cavallo del nero · c8 alfiere del nero · d8 donna del nero · e8 re del nero · f8 alfiere del nero · h8 torre del nero · a7 pedone del nero · b7 pedone del nero · c7 pedone del nero · e7 pedone del nero · f7 pedone del nero · h7 pedone del nero · d6 pedone del nero · f6 cavallo del nero · g6 pedone del nero · d4 pedone del bianco · e4 pedone del bianco · c3 cavallo del bianco · f3 cavallo del bianco · a2 pedone del bianco · b2 pedone del bianco · c2 pedone del bianco · f2 pedone del bianco · g2 pedone del bianco · h2 pedone del bianco · a1 torre del bianco · c1 alfiere del bianco · d1 donna del bianco · e1 re del bianco · f1 alfiere del bianco · h1 torre del bianco | a8 torre del nero · b8 cavallo del nero · c8 alfiere del nero · d8 donna del nero · e8 re del nero · f8 alfiere del nero · h8 torre del nero · a7 pedone del nero · b7 pedone del nero · c7 pedone del nero · e7 pedone del nero · f7 pedone del nero · h7 pedone del nero · d6 pedone del nero · f6 cavallo del nero · g6 pedone del nero · d4 pedone del bianco · e4 pedone del bianco · c3 cavallo del bianco · f3 cavallo del bianco · a2 pedone del bianco · b2 pedone del bianco · c2 pedone del bianco · f2 pedone del bianco · g2 pedone del bianco · h2 pedone del bianco · a1 torre del bianco · c1 alfiere del bianco · d1 donna del bianco · e1 re del bianco · f1 alfiere del bianco · h1 torre del bianco | a8 torre del nero · b8 cavallo del nero · c8 alfiere del nero · d8 donna del nero · e8 re del nero · f8 alfiere del nero · h8 torre del nero · a7 pedone del nero · b7 pedone del nero · c7 pedone del nero · e7 pedone del nero · f7 pedone del nero · h7 pedone del nero · d6 pedone del nero · f6 cavallo del nero · g6 pedone del nero · d4 pedone del bianco · e4 pedone del bianco · c3 cavallo del bianco · f3 cavallo del bianco · a2 pedone del bianco · b2 pedone del bianco · c2 pedone del bianco · f2 pedone del bianco · g2 pedone del bianco · h2 pedone del bianco · a1 torre del bianco · c1 alfiere del bianco · d1 donna del bianco · e1 re del bianco · f1 alfiere del bianco · h1 torre del bianco | a8 torre del nero · b8 cavallo del nero · c8 alfiere del nero · d8 donna del nero · e8 re del nero · f8 alfiere del nero · h8 torre del nero · a7 pedone del nero · b7 pedone del nero · c7 pedone del nero · e7 pedone del nero · f7 pedone del nero · h7 pedone del nero · d6 pedone del nero · f6 cavallo del nero · g6 pedone del nero · d4 pedone del bianco · e4 pedone del bianco · c3 cavallo del bianco · f3 cavallo del bianco · a2 pedone del bianco · b2 pedone del bianco · c2 pedone del bianco · f2 pedone del bianco · g2 pedone del bianco · h2 pedone del bianco · a1 torre del bianco · c1 alfiere del bianco · d1 donna del bianco · e1 re del bianco · f1 alfiere del bianco · h1 torre del bianco | a8 torre del nero · b8 cavallo del nero · c8 alfiere del nero · d8 donna del nero · e8 re del nero · f8 alfiere del nero · h8 torre del nero · a7 pedone del nero · b7 pedone del nero · c7 pedone del nero · e7 pedone del nero · f7 pedone del nero · h7 pedone del nero · d6 pedone del nero · f6 cavallo del nero · g6 pedone del nero · d4 pedone del bianco · e4 pedone del bianco · c3 cavallo del bianco · f3 cavallo del bianco · a2 pedone del bianco · b2 pedone del bianco · c2 pedone del bianco · f2 pedone del bianco · g2 pedone del bianco · h2 pedone del bianco · a1 torre del bianco · c1 alfiere del bianco · d1 donna del bianco · e1 re del bianco · f1 alfiere del bianco · h1 torre del bianco | a8 torre del nero · b8 cavallo del nero · c8 alfiere del nero · d8 donna del nero · e8 re del nero · f8 alfiere del nero · h8 torre del nero · a7 pedone del nero · b7 pedone del nero · c7 pedone del nero · e7 pedone del nero · f7 pedone del nero · h7 pedone del nero · d6 pedone del nero · f6 cavallo del nero · g6 pedone del nero · d4 pedone del bianco · e4 pedone del bianco · c3 cavallo del bianco · f3 cavallo del bianco · a2 pedone del bianco · b2 pedone del bianco · c2 pedone del bianco · f2 pedone del bianco · g2 pedone del bianco · h2 pedone del bianco · a1 torre del bianco · c1 alfiere del bianco · d1 donna del bianco · e1 re del bianco · f1 alfiere del bianco · h1 torre del bianco | 2 |
| 1 | a8 torre del nero · b8 cavallo del nero · c8 alfiere del nero · d8 donna del nero · e8 re del nero · f8 alfiere del nero · h8 torre del nero · a7 pedone del nero · b7 pedone del nero · c7 pedone del nero · e7 pedone del nero · f7 pedone del nero · h7 pedone del nero · d6 pedone del nero · f6 cavallo del nero · g6 pedone del nero · d4 pedone del bianco · e4 pedone del bianco · c3 cavallo del bianco · f3 cavallo del bianco · a2 pedone del bianco · b2 pedone del bianco · c2 pedone del bianco · f2 pedone del bianco · g2 pedone del bianco · h2 pedone del bianco · a1 torre del bianco · c1 alfiere del bianco · d1 donna del bianco · e1 re del bianco · f1 alfiere del bianco · h1 torre del bianco | a8 torre del nero · b8 cavallo del nero · c8 alfiere del nero · d8 donna del nero · e8 re del nero · f8 alfiere del nero · h8 torre del nero · a7 pedone del nero · b7 pedone del nero · c7 pedone del nero · e7 pedone del nero · f7 pedone del nero · h7 pedone del nero · d6 pedone del nero · f6 cavallo del nero · g6 pedone del nero · d4 pedone del bianco · e4 pedone del bianco · c3 cavallo del bianco · f3 cavallo del bianco · a2 pedone del bianco · b2 pedone del bianco · c2 pedone del bianco · f2 pedone del bianco · g2 pedone del bianco · h2 pedone del bianco · a1 torre del bianco · c1 alfiere del bianco · d1 donna del bianco · e1 re del bianco · f1 alfiere del bianco · h1 torre del bianco | a8 torre del nero · b8 cavallo del nero · c8 alfiere del nero · d8 donna del nero · e8 re del nero · f8 alfiere del nero · h8 torre del nero · a7 pedone del nero · b7 pedone del nero · c7 pedone del nero · e7 pedone del nero · f7 pedone del nero · h7 pedone del nero · d6 pedone del nero · f6 cavallo del nero · g6 pedone del nero · d4 pedone del bianco · e4 pedone del bianco · c3 cavallo del bianco · f3 cavallo del bianco · a2 pedone del bianco · b2 pedone del bianco · c2 pedone del bianco · f2 pedone del bianco · g2 pedone del bianco · h2 pedone del bianco · a1 torre del bianco · c1 alfiere del bianco · d1 donna del bianco · e1 re del bianco · f1 alfiere del bianco · h1 torre del bianco | a8 torre del nero · b8 cavallo del nero · c8 alfiere del nero · d8 donna del nero · e8 re del nero · f8 alfiere del nero · h8 torre del nero · a7 pedone del nero · b7 pedone del nero · c7 pedone del nero · e7 pedone del nero · f7 pedone del nero · h7 pedone del nero · d6 pedone del nero · f6 cavallo del nero · g6 pedone del nero · d4 pedone del bianco · e4 pedone del bianco · c3 cavallo del bianco · f3 cavallo del bianco · a2 pedone del bianco · b2 pedone del bianco · c2 pedone del bianco · f2 pedone del bianco · g2 pedone del bianco · h2 pedone del bianco · a1 torre del bianco · c1 alfiere del bianco · d1 donna del bianco · e1 re del bianco · f1 alfiere del bianco · h1 torre del bianco | a8 torre del nero · b8 cavallo del nero · c8 alfiere del nero · d8 donna del nero · e8 re del nero · f8 alfiere del nero · h8 torre del nero · a7 pedone del nero · b7 pedone del nero · c7 pedone del nero · e7 pedone del nero · f7 pedone del nero · h7 pedone del nero · d6 pedone del nero · f6 cavallo del nero · g6 pedone del nero · d4 pedone del bianco · e4 pedone del bianco · c3 cavallo del bianco · f3 cavallo del bianco · a2 pedone del bianco · b2 pedone del bianco · c2 pedone del bianco · f2 pedone del bianco · g2 pedone del bianco · h2 pedone del bianco · a1 torre del bianco · c1 alfiere del bianco · d1 donna del bianco · e1 re del bianco · f1 alfiere del bianco · h1 torre del bianco | a8 torre del nero · b8 cavallo del nero · c8 alfiere del nero · d8 donna del nero · e8 re del nero · f8 alfiere del nero · h8 torre del nero · a7 pedone del nero · b7 pedone del nero · c7 pedone del nero · e7 pedone del nero · f7 pedone del nero · h7 pedone del nero · d6 pedone del nero · f6 cavallo del nero · g6 pedone del nero · d4 pedone del bianco · e4 pedone del bianco · c3 cavallo del bianco · f3 cavallo del bianco · a2 pedone del bianco · b2 pedone del bianco · c2 pedone del bianco · f2 pedone del bianco · g2 pedone del bianco · h2 pedone del bianco · a1 torre del bianco · c1 alfiere del bianco · d1 donna del bianco · e1 re del bianco · f1 alfiere del bianco · h1 torre del bianco | a8 torre del nero · b8 cavallo del nero · c8 alfiere del nero · d8 donna del nero · e8 re del nero · f8 alfiere del nero · h8 torre del nero · a7 pedone del nero · b7 pedone del nero · c7 pedone del nero · e7 pedone del nero · f7 pedone del nero · h7 pedone del nero · d6 pedone del nero · f6 cavallo del nero · g6 pedone del nero · d4 pedone del bianco · e4 pedone del bianco · c3 cavallo del bianco · f3 cavallo del bianco · a2 pedone del bianco · b2 pedone del bianco · c2 pedone del bianco · f2 pedone del bianco · g2 pedone del bianco · h2 pedone del bianco · a1 torre del bianco · c1 alfiere del bianco · d1 donna del bianco · e1 re del bianco · f1 alfiere del bianco · h1 torre del bianco | a8 torre del nero · b8 cavallo del nero · c8 alfiere del nero · d8 donna del nero · e8 re del nero · f8 alfiere del nero · h8 torre del nero · a7 pedone del nero · b7 pedone del nero · c7 pedone del nero · e7 pedone del nero · f7 pedone del nero · h7 pedone del nero · d6 pedone del nero · f6 cavallo del nero · g6 pedone del nero · d4 pedone del bianco · e4 pedone del bianco · c3 cavallo del bianco · f3 cavallo del bianco · a2 pedone del bianco · b2 pedone del bianco · c2 pedone del bianco · f2 pedone del bianco · g2 pedone del bianco · h2 pedone del bianco · a1 torre del bianco · c1 alfiere del bianco · d1 donna del bianco · e1 re del bianco · f1 alfiere del bianco · h1 torre del bianco | 1 |
|   | a | b | c | d | e | f | g | h |   |

Con questa variante, nota anche come variante dei due cavalli, il Bianco continua il suo sviluppo nella maniera più naturale con 4.Cf3, ottenendo la posizione del diagramma.

### Attacco 150
|   | a | b | c | d | e | f | g | h |   |
| 8 | a8 torre del nero · b8 cavallo del nero · c8 alfiere del nero · d8 donna del nero · e8 re del nero · f8 alfiere del nero · h8 torre del nero · a7 pedone del nero · b7 pedone del nero · e7 pedone del nero · f7 pedone del nero · h7 pedone del nero · c6 pedone del nero · d6 pedone del nero · f6 cavallo del nero · g6 pedone del nero · d4 pedone del bianco · e4 pedone del bianco · c3 cavallo del bianco · e3 alfiere del bianco · a2 pedone del bianco · b2 pedone del bianco · c2 pedone del bianco · d2 donna del bianco · f2 pedone del bianco · g2 pedone del bianco · h2 pedone del bianco · a1 torre del bianco · e1 re del bianco · f1 alfiere del bianco · g1 cavallo del bianco · h1 torre del bianco | a8 torre del nero · b8 cavallo del nero · c8 alfiere del nero · d8 donna del nero · e8 re del nero · f8 alfiere del nero · h8 torre del nero · a7 pedone del nero · b7 pedone del nero · e7 pedone del nero · f7 pedone del nero · h7 pedone del nero · c6 pedone del nero · d6 pedone del nero · f6 cavallo del nero · g6 pedone del nero · d4 pedone del bianco · e4 pedone del bianco · c3 cavallo del bianco · e3 alfiere del bianco · a2 pedone del bianco · b2 pedone del bianco · c2 pedone del bianco · d2 donna del bianco · f2 pedone del bianco · g2 pedone del bianco · h2 pedone del bianco · a1 torre del bianco · e1 re del bianco · f1 alfiere del bianco · g1 cavallo del bianco · h1 torre del bianco | a8 torre del nero · b8 cavallo del nero · c8 alfiere del nero · d8 donna del nero · e8 re del nero · f8 alfiere del nero · h8 torre del nero · a7 pedone del nero · b7 pedone del nero · e7 pedone del nero · f7 pedone del nero · h7 pedone del nero · c6 pedone del nero · d6 pedone del nero · f6 cavallo del nero · g6 pedone del nero · d4 pedone del bianco · e4 pedone del bianco · c3 cavallo del bianco · e3 alfiere del bianco · a2 pedone del bianco · b2 pedone del bianco · c2 pedone del bianco · d2 donna del bianco · f2 pedone del bianco · g2 pedone del bianco · h2 pedone del bianco · a1 torre del bianco · e1 re del bianco · f1 alfiere del bianco · g1 cavallo del bianco · h1 torre del bianco | a8 torre del nero · b8 cavallo del nero · c8 alfiere del nero · d8 donna del nero · e8 re del nero · f8 alfiere del nero · h8 torre del nero · a7 pedone del nero · b7 pedone del nero · e7 pedone del nero · f7 pedone del nero · h7 pedone del nero · c6 pedone del nero · d6 pedone del nero · f6 cavallo del nero · g6 pedone del nero · d4 pedone del bianco · e4 pedone del bianco · c3 cavallo del bianco · e3 alfiere del bianco · a2 pedone del bianco · b2 pedone del bianco · c2 pedone del bianco · d2 donna del bianco · f2 pedone del bianco · g2 pedone del bianco · h2 pedone del bianco · a1 torre del bianco · e1 re del bianco · f1 alfiere del bianco · g1 cavallo del bianco · h1 torre del bianco | a8 torre del nero · b8 cavallo del nero · c8 alfiere del nero · d8 donna del nero · e8 re del nero · f8 alfiere del nero · h8 torre del nero · a7 pedone del nero · b7 pedone del nero · e7 pedone del nero · f7 pedone del nero · h7 pedone del nero · c6 pedone del nero · d6 pedone del nero · f6 cavallo del nero · g6 pedone del nero · d4 pedone del bianco · e4 pedone del bianco · c3 cavallo del bianco · e3 alfiere del bianco · a2 pedone del bianco · b2 pedone del bianco · c2 pedone del bianco · d2 donna del bianco · f2 pedone del bianco · g2 pedone del bianco · h2 pedone del bianco · a1 torre del bianco · e1 re del bianco · f1 alfiere del bianco · g1 cavallo del bianco · h1 torre del bianco | a8 torre del nero · b8 cavallo del nero · c8 alfiere del nero · d8 donna del nero · e8 re del nero · f8 alfiere del nero · h8 torre del nero · a7 pedone del nero · b7 pedone del nero · e7 pedone del nero · f7 pedone del nero · h7 pedone del nero · c6 pedone del nero · d6 pedone del nero · f6 cavallo del nero · g6 pedone del nero · d4 pedone del bianco · e4 pedone del bianco · c3 cavallo del bianco · e3 alfiere del bianco · a2 pedone del bianco · b2 pedone del bianco · c2 pedone del bianco · d2 donna del bianco · f2 pedone del bianco · g2 pedone del bianco · h2 pedone del bianco · a1 torre del bianco · e1 re del bianco · f1 alfiere del bianco · g1 cavallo del bianco · h1 torre del bianco | a8 torre del nero · b8 cavallo del nero · c8 alfiere del nero · d8 donna del nero · e8 re del nero · f8 alfiere del nero · h8 torre del nero · a7 pedone del nero · b7 pedone del nero · e7 pedone del nero · f7 pedone del nero · h7 pedone del nero · c6 pedone del nero · d6 pedone del nero · f6 cavallo del nero · g6 pedone del nero · d4 pedone del bianco · e4 pedone del bianco · c3 cavallo del bianco · e3 alfiere del bianco · a2 pedone del bianco · b2 pedone del bianco · c2 pedone del bianco · d2 donna del bianco · f2 pedone del bianco · g2 pedone del bianco · h2 pedone del bianco · a1 torre del bianco · e1 re del bianco · f1 alfiere del bianco · g1 cavallo del bianco · h1 torre del bianco | a8 torre del nero · b8 cavallo del nero · c8 alfiere del nero · d8 donna del nero · e8 re del nero · f8 alfiere del nero · h8 torre del nero · a7 pedone del nero · b7 pedone del nero · e7 pedone del nero · f7 pedone del nero · h7 pedone del nero · c6 pedone del nero · d6 pedone del nero · f6 cavallo del nero · g6 pedone del nero · d4 pedone del bianco · e4 pedone del bianco · c3 cavallo del bianco · e3 alfiere del bianco · a2 pedone del bianco · b2 pedone del bianco · c2 pedone del bianco · d2 donna del bianco · f2 pedone del bianco · g2 pedone del bianco · h2 pedone del bianco · a1 torre del bianco · e1 re del bianco · f1 alfiere del bianco · g1 cavallo del bianco · h1 torre del bianco | 8 |
| 7 | a8 torre del nero · b8 cavallo del nero · c8 alfiere del nero · d8 donna del nero · e8 re del nero · f8 alfiere del nero · h8 torre del nero · a7 pedone del nero · b7 pedone del nero · e7 pedone del nero · f7 pedone del nero · h7 pedone del nero · c6 pedone del nero · d6 pedone del nero · f6 cavallo del nero · g6 pedone del nero · d4 pedone del bianco · e4 pedone del bianco · c3 cavallo del bianco · e3 alfiere del bianco · a2 pedone del bianco · b2 pedone del bianco · c2 pedone del bianco · d2 donna del bianco · f2 pedone del bianco · g2 pedone del bianco · h2 pedone del bianco · a1 torre del bianco · e1 re del bianco · f1 alfiere del bianco · g1 cavallo del bianco · h1 torre del bianco | a8 torre del nero · b8 cavallo del nero · c8 alfiere del nero · d8 donna del nero · e8 re del nero · f8 alfiere del nero · h8 torre del nero · a7 pedone del nero · b7 pedone del nero · e7 pedone del nero · f7 pedone del nero · h7 pedone del nero · c6 pedone del nero · d6 pedone del nero · f6 cavallo del nero · g6 pedone del nero · d4 pedone del bianco · e4 pedone del bianco · c3 cavallo del bianco · e3 alfiere del bianco · a2 pedone del bianco · b2 pedone del bianco · c2 pedone del bianco · d2 donna del bianco · f2 pedone del bianco · g2 pedone del bianco · h2 pedone del bianco · a1 torre del bianco · e1 re del bianco · f1 alfiere del bianco · g1 cavallo del bianco · h1 torre del bianco | a8 torre del nero · b8 cavallo del nero · c8 alfiere del nero · d8 donna del nero · e8 re del nero · f8 alfiere del nero · h8 torre del nero · a7 pedone del nero · b7 pedone del nero · e7 pedone del nero · f7 pedone del nero · h7 pedone del nero · c6 pedone del nero · d6 pedone del nero · f6 cavallo del nero · g6 pedone del nero · d4 pedone del bianco · e4 pedone del bianco · c3 cavallo del bianco · e3 alfiere del bianco · a2 pedone del bianco · b2 pedone del bianco · c2 pedone del bianco · d2 donna del bianco · f2 pedone del bianco · g2 pedone del bianco · h2 pedone del bianco · a1 torre del bianco · e1 re del bianco · f1 alfiere del bianco · g1 cavallo del bianco · h1 torre del bianco | a8 torre del nero · b8 cavallo del nero · c8 alfiere del nero · d8 donna del nero · e8 re del nero · f8 alfiere del nero · h8 torre del nero · a7 pedone del nero · b7 pedone del nero · e7 pedone del nero · f7 pedone del nero · h7 pedone del nero · c6 pedone del nero · d6 pedone del nero · f6 cavallo del nero · g6 pedone del nero · d4 pedone del bianco · e4 pedone del bianco · c3 cavallo del bianco · e3 alfiere del bianco · a2 pedone del bianco · b2 pedone del bianco · c2 pedone del bianco · d2 donna del bianco · f2 pedone del bianco · g2 pedone del bianco · h2 pedone del bianco · a1 torre del bianco · e1 re del bianco · f1 alfiere del bianco · g1 cavallo del bianco · h1 torre del bianco | a8 torre del nero · b8 cavallo del nero · c8 alfiere del nero · d8 donna del nero · e8 re del nero · f8 alfiere del nero · h8 torre del nero · a7 pedone del nero · b7 pedone del nero · e7 pedone del nero · f7 pedone del nero · h7 pedone del nero · c6 pedone del nero · d6 pedone del nero · f6 cavallo del nero · g6 pedone del nero · d4 pedone del bianco · e4 pedone del bianco · c3 cavallo del bianco · e3 alfiere del bianco · a2 pedone del bianco · b2 pedone del bianco · c2 pedone del bianco · d2 donna del bianco · f2 pedone del bianco · g2 pedone del bianco · h2 pedone del bianco · a1 torre del bianco · e1 re del bianco · f1 alfiere del bianco · g1 cavallo del bianco · h1 torre del bianco | a8 torre del nero · b8 cavallo del nero · c8 alfiere del nero · d8 donna del nero · e8 re del nero · f8 alfiere del nero · h8 torre del nero · a7 pedone del nero · b7 pedone del nero · e7 pedone del nero · f7 pedone del nero · h7 pedone del nero · c6 pedone del nero · d6 pedone del nero · f6 cavallo del nero · g6 pedone del nero · d4 pedone del bianco · e4 pedone del bianco · c3 cavallo del bianco · e3 alfiere del bianco · a2 pedone del bianco · b2 pedone del bianco · c2 pedone del bianco · d2 donna del bianco · f2 pedone del bianco · g2 pedone del bianco · h2 pedone del bianco · a1 torre del bianco · e1 re del bianco · f1 alfiere del bianco · g1 cavallo del bianco · h1 torre del bianco | a8 torre del nero · b8 cavallo del nero · c8 alfiere del nero · d8 donna del nero · e8 re del nero · f8 alfiere del nero · h8 torre del nero · a7 pedone del nero · b7 pedone del nero · e7 pedone del nero · f7 pedone del nero · h7 pedone del nero · c6 pedone del nero · d6 pedone del nero · f6 cavallo del nero · g6 pedone del nero · d4 pedone del bianco · e4 pedone del bianco · c3 cavallo del bianco · e3 alfiere del bianco · a2 pedone del bianco · b2 pedone del bianco · c2 pedone del bianco · d2 donna del bianco · f2 pedone del bianco · g2 pedone del bianco · h2 pedone del bianco · a1 torre del bianco · e1 re del bianco · f1 alfiere del bianco · g1 cavallo del bianco · h1 torre del bianco | a8 torre del nero · b8 cavallo del nero · c8 alfiere del nero · d8 donna del nero · e8 re del nero · f8 alfiere del nero · h8 torre del nero · a7 pedone del nero · b7 pedone del nero · e7 pedone del nero · f7 pedone del nero · h7 pedone del nero · c6 pedone del nero · d6 pedone del nero · f6 cavallo del nero · g6 pedone del nero · d4 pedone del bianco · e4 pedone del bianco · c3 cavallo del bianco · e3 alfiere del bianco · a2 pedone del bianco · b2 pedone del bianco · c2 pedone del bianco · d2 donna del bianco · f2 pedone del bianco · g2 pedone del bianco · h2 pedone del bianco · a1 torre del bianco · e1 re del bianco · f1 alfiere del bianco · g1 cavallo del bianco · h1 torre del bianco | 7 |
| 6 | a8 torre del nero · b8 cavallo del nero · c8 alfiere del nero · d8 donna del nero · e8 re del nero · f8 alfiere del nero · h8 torre del nero · a7 pedone del nero · b7 pedone del nero · e7 pedone del nero · f7 pedone del nero · h7 pedone del nero · c6 pedone del nero · d6 pedone del nero · f6 cavallo del nero · g6 pedone del nero · d4 pedone del bianco · e4 pedone del bianco · c3 cavallo del bianco · e3 alfiere del bianco · a2 pedone del bianco · b2 pedone del bianco · c2 pedone del bianco · d2 donna del bianco · f2 pedone del bianco · g2 pedone del bianco · h2 pedone del bianco · a1 torre del bianco · e1 re del bianco · f1 alfiere del bianco · g1 cavallo del bianco · h1 torre del bianco | a8 torre del nero · b8 cavallo del nero · c8 alfiere del nero · d8 donna del nero · e8 re del nero · f8 alfiere del nero · h8 torre del nero · a7 pedone del nero · b7 pedone del nero · e7 pedone del nero · f7 pedone del nero · h7 pedone del nero · c6 pedone del nero · d6 pedone del nero · f6 cavallo del nero · g6 pedone del nero · d4 pedone del bianco · e4 pedone del bianco · c3 cavallo del bianco · e3 alfiere del bianco · a2 pedone del bianco · b2 pedone del bianco · c2 pedone del bianco · d2 donna del bianco · f2 pedone del bianco · g2 pedone del bianco · h2 pedone del bianco · a1 torre del bianco · e1 re del bianco · f1 alfiere del bianco · g1 cavallo del bianco · h1 torre del bianco | a8 torre del nero · b8 cavallo del nero · c8 alfiere del nero · d8 donna del nero · e8 re del nero · f8 alfiere del nero · h8 torre del nero · a7 pedone del nero · b7 pedone del nero · e7 pedone del nero · f7 pedone del nero · h7 pedone del nero · c6 pedone del nero · d6 pedone del nero · f6 cavallo del nero · g6 pedone del nero · d4 pedone del bianco · e4 pedone del bianco · c3 cavallo del bianco · e3 alfiere del bianco · a2 pedone del bianco · b2 pedone del bianco · c2 pedone del bianco · d2 donna del bianco · f2 pedone del bianco · g2 pedone del bianco · h2 pedone del bianco · a1 torre del bianco · e1 re del bianco · f1 alfiere del bianco · g1 cavallo del bianco · h1 torre del bianco | a8 torre del nero · b8 cavallo del nero · c8 alfiere del nero · d8 donna del nero · e8 re del nero · f8 alfiere del nero · h8 torre del nero · a7 pedone del nero · b7 pedone del nero · e7 pedone del nero · f7 pedone del nero · h7 pedone del nero · c6 pedone del nero · d6 pedone del nero · f6 cavallo del nero · g6 pedone del nero · d4 pedone del bianco · e4 pedone del bianco · c3 cavallo del bianco · e3 alfiere del bianco · a2 pedone del bianco · b2 pedone del bianco · c2 pedone del bianco · d2 donna del bianco · f2 pedone del bianco · g2 pedone del bianco · h2 pedone del bianco · a1 torre del bianco · e1 re del bianco · f1 alfiere del bianco · g1 cavallo del bianco · h1 torre del bianco | a8 torre del nero · b8 cavallo del nero · c8 alfiere del nero · d8 donna del nero · e8 re del nero · f8 alfiere del nero · h8 torre del nero · a7 pedone del nero · b7 pedone del nero · e7 pedone del nero · f7 pedone del nero · h7 pedone del nero · c6 pedone del nero · d6 pedone del nero · f6 cavallo del nero · g6 pedone del nero · d4 pedone del bianco · e4 pedone del bianco · c3 cavallo del bianco · e3 alfiere del bianco · a2 pedone del bianco · b2 pedone del bianco · c2 pedone del bianco · d2 donna del bianco · f2 pedone del bianco · g2 pedone del bianco · h2 pedone del bianco · a1 torre del bianco · e1 re del bianco · f1 alfiere del bianco · g1 cavallo del bianco · h1 torre del bianco | a8 torre del nero · b8 cavallo del nero · c8 alfiere del nero · d8 donna del nero · e8 re del nero · f8 alfiere del nero · h8 torre del nero · a7 pedone del nero · b7 pedone del nero · e7 pedone del nero · f7 pedone del nero · h7 pedone del nero · c6 pedone del nero · d6 pedone del nero · f6 cavallo del nero · g6 pedone del nero · d4 pedone del bianco · e4 pedone del bianco · c3 cavallo del bianco · e3 alfiere del bianco · a2 pedone del bianco · b2 pedone del bianco · c2 pedone del bianco · d2 donna del bianco · f2 pedone del bianco · g2 pedone del bianco · h2 pedone del bianco · a1 torre del bianco · e1 re del bianco · f1 alfiere del bianco · g1 cavallo del bianco · h1 torre del bianco | a8 torre del nero · b8 cavallo del nero · c8 alfiere del nero · d8 donna del nero · e8 re del nero · f8 alfiere del nero · h8 torre del nero · a7 pedone del nero · b7 pedone del nero · e7 pedone del nero · f7 pedone del nero · h7 pedone del nero · c6 pedone del nero · d6 pedone del nero · f6 cavallo del nero · g6 pedone del nero · d4 pedone del bianco · e4 pedone del bianco · c3 cavallo del bianco · e3 alfiere del bianco · a2 pedone del bianco · b2 pedone del bianco · c2 pedone del bianco · d2 donna del bianco · f2 pedone del bianco · g2 pedone del bianco · h2 pedone del bianco · a1 torre del bianco · e1 re del bianco · f1 alfiere del bianco · g1 cavallo del bianco · h1 torre del bianco | a8 torre del nero · b8 cavallo del nero · c8 alfiere del nero · d8 donna del nero · e8 re del nero · f8 alfiere del nero · h8 torre del nero · a7 pedone del nero · b7 pedone del nero · e7 pedone del nero · f7 pedone del nero · h7 pedone del nero · c6 pedone del nero · d6 pedone del nero · f6 cavallo del nero · g6 pedone del nero · d4 pedone del bianco · e4 pedone del bianco · c3 cavallo del bianco · e3 alfiere del bianco · a2 pedone del bianco · b2 pedone del bianco · c2 pedone del bianco · d2 donna del bianco · f2 pedone del bianco · g2 pedone del bianco · h2 pedone del bianco · a1 torre del bianco · e1 re del bianco · f1 alfiere del bianco · g1 cavallo del bianco · h1 torre del bianco | 6 |
| 5 | a8 torre del nero · b8 cavallo del nero · c8 alfiere del nero · d8 donna del nero · e8 re del nero · f8 alfiere del nero · h8 torre del nero · a7 pedone del nero · b7 pedone del nero · e7 pedone del nero · f7 pedone del nero · h7 pedone del nero · c6 pedone del nero · d6 pedone del nero · f6 cavallo del nero · g6 pedone del nero · d4 pedone del bianco · e4 pedone del bianco · c3 cavallo del bianco · e3 alfiere del bianco · a2 pedone del bianco · b2 pedone del bianco · c2 pedone del bianco · d2 donna del bianco · f2 pedone del bianco · g2 pedone del bianco · h2 pedone del bianco · a1 torre del bianco · e1 re del bianco · f1 alfiere del bianco · g1 cavallo del bianco · h1 torre del bianco | a8 torre del nero · b8 cavallo del nero · c8 alfiere del nero · d8 donna del nero · e8 re del nero · f8 alfiere del nero · h8 torre del nero · a7 pedone del nero · b7 pedone del nero · e7 pedone del nero · f7 pedone del nero · h7 pedone del nero · c6 pedone del nero · d6 pedone del nero · f6 cavallo del nero · g6 pedone del nero · d4 pedone del bianco · e4 pedone del bianco · c3 cavallo del bianco · e3 alfiere del bianco · a2 pedone del bianco · b2 pedone del bianco · c2 pedone del bianco · d2 donna del bianco · f2 pedone del bianco · g2 pedone del bianco · h2 pedone del bianco · a1 torre del bianco · e1 re del bianco · f1 alfiere del bianco · g1 cavallo del bianco · h1 torre del bianco | a8 torre del nero · b8 cavallo del nero · c8 alfiere del nero · d8 donna del nero · e8 re del nero · f8 alfiere del nero · h8 torre del nero · a7 pedone del nero · b7 pedone del nero · e7 pedone del nero · f7 pedone del nero · h7 pedone del nero · c6 pedone del nero · d6 pedone del nero · f6 cavallo del nero · g6 pedone del nero · d4 pedone del bianco · e4 pedone del bianco · c3 cavallo del bianco · e3 alfiere del bianco · a2 pedone del bianco · b2 pedone del bianco · c2 pedone del bianco · d2 donna del bianco · f2 pedone del bianco · g2 pedone del bianco · h2 pedone del bianco · a1 torre del bianco · e1 re del bianco · f1 alfiere del bianco · g1 cavallo del bianco · h1 torre del bianco | a8 torre del nero · b8 cavallo del nero · c8 alfiere del nero · d8 donna del nero · e8 re del nero · f8 alfiere del nero · h8 torre del nero · a7 pedone del nero · b7 pedone del nero · e7 pedone del nero · f7 pedone del nero · h7 pedone del nero · c6 pedone del nero · d6 pedone del nero · f6 cavallo del nero · g6 pedone del nero · d4 pedone del bianco · e4 pedone del bianco · c3 cavallo del bianco · e3 alfiere del bianco · a2 pedone del bianco · b2 pedone del bianco · c2 pedone del bianco · d2 donna del bianco · f2 pedone del bianco · g2 pedone del bianco · h2 pedone del bianco · a1 torre del bianco · e1 re del bianco · f1 alfiere del bianco · g1 cavallo del bianco · h1 torre del bianco | a8 torre del nero · b8 cavallo del nero · c8 alfiere del nero · d8 donna del nero · e8 re del nero · f8 alfiere del nero · h8 torre del nero · a7 pedone del nero · b7 pedone del nero · e7 pedone del nero · f7 pedone del nero · h7 pedone del nero · c6 pedone del nero · d6 pedone del nero · f6 cavallo del nero · g6 pedone del nero · d4 pedone del bianco · e4 pedone del bianco · c3 cavallo del bianco · e3 alfiere del bianco · a2 pedone del bianco · b2 pedone del bianco · c2 pedone del bianco · d2 donna del bianco · f2 pedone del bianco · g2 pedone del bianco · h2 pedone del bianco · a1 torre del bianco · e1 re del bianco · f1 alfiere del bianco · g1 cavallo del bianco · h1 torre del bianco | a8 torre del nero · b8 cavallo del nero · c8 alfiere del nero · d8 donna del nero · e8 re del nero · f8 alfiere del nero · h8 torre del nero · a7 pedone del nero · b7 pedone del nero · e7 pedone del nero · f7 pedone del nero · h7 pedone del nero · c6 pedone del nero · d6 pedone del nero · f6 cavallo del nero · g6 pedone del nero · d4 pedone del bianco · e4 pedone del bianco · c3 cavallo del bianco · e3 alfiere del bianco · a2 pedone del bianco · b2 pedone del bianco · c2 pedone del bianco · d2 donna del bianco · f2 pedone del bianco · g2 pedone del bianco · h2 pedone del bianco · a1 torre del bianco · e1 re del bianco · f1 alfiere del bianco · g1 cavallo del bianco · h1 torre del bianco | a8 torre del nero · b8 cavallo del nero · c8 alfiere del nero · d8 donna del nero · e8 re del nero · f8 alfiere del nero · h8 torre del nero · a7 pedone del nero · b7 pedone del nero · e7 pedone del nero · f7 pedone del nero · h7 pedone del nero · c6 pedone del nero · d6 pedone del nero · f6 cavallo del nero · g6 pedone del nero · d4 pedone del bianco · e4 pedone del bianco · c3 cavallo del bianco · e3 alfiere del bianco · a2 pedone del bianco · b2 pedone del bianco · c2 pedone del bianco · d2 donna del bianco · f2 pedone del bianco · g2 pedone del bianco · h2 pedone del bianco · a1 torre del bianco · e1 re del bianco · f1 alfiere del bianco · g1 cavallo del bianco · h1 torre del bianco | a8 torre del nero · b8 cavallo del nero · c8 alfiere del nero · d8 donna del nero · e8 re del nero · f8 alfiere del nero · h8 torre del nero · a7 pedone del nero · b7 pedone del nero · e7 pedone del nero · f7 pedone del nero · h7 pedone del nero · c6 pedone del nero · d6 pedone del nero · f6 cavallo del nero · g6 pedone del nero · d4 pedone del bianco · e4 pedone del bianco · c3 cavallo del bianco · e3 alfiere del bianco · a2 pedone del bianco · b2 pedone del bianco · c2 pedone del bianco · d2 donna del bianco · f2 pedone del bianco · g2 pedone del bianco · h2 pedone del bianco · a1 torre del bianco · e1 re del bianco · f1 alfiere del bianco · g1 cavallo del bianco · h1 torre del bianco | 5 |
| 4 | a8 torre del nero · b8 cavallo del nero · c8 alfiere del nero · d8 donna del nero · e8 re del nero · f8 alfiere del nero · h8 torre del nero · a7 pedone del nero · b7 pedone del nero · e7 pedone del nero · f7 pedone del nero · h7 pedone del nero · c6 pedone del nero · d6 pedone del nero · f6 cavallo del nero · g6 pedone del nero · d4 pedone del bianco · e4 pedone del bianco · c3 cavallo del bianco · e3 alfiere del bianco · a2 pedone del bianco · b2 pedone del bianco · c2 pedone del bianco · d2 donna del bianco · f2 pedone del bianco · g2 pedone del bianco · h2 pedone del bianco · a1 torre del bianco · e1 re del bianco · f1 alfiere del bianco · g1 cavallo del bianco · h1 torre del bianco | a8 torre del nero · b8 cavallo del nero · c8 alfiere del nero · d8 donna del nero · e8 re del nero · f8 alfiere del nero · h8 torre del nero · a7 pedone del nero · b7 pedone del nero · e7 pedone del nero · f7 pedone del nero · h7 pedone del nero · c6 pedone del nero · d6 pedone del nero · f6 cavallo del nero · g6 pedone del nero · d4 pedone del bianco · e4 pedone del bianco · c3 cavallo del bianco · e3 alfiere del bianco · a2 pedone del bianco · b2 pedone del bianco · c2 pedone del bianco · d2 donna del bianco · f2 pedone del bianco · g2 pedone del bianco · h2 pedone del bianco · a1 torre del bianco · e1 re del bianco · f1 alfiere del bianco · g1 cavallo del bianco · h1 torre del bianco | a8 torre del nero · b8 cavallo del nero · c8 alfiere del nero · d8 donna del nero · e8 re del nero · f8 alfiere del nero · h8 torre del nero · a7 pedone del nero · b7 pedone del nero · e7 pedone del nero · f7 pedone del nero · h7 pedone del nero · c6 pedone del nero · d6 pedone del nero · f6 cavallo del nero · g6 pedone del nero · d4 pedone del bianco · e4 pedone del bianco · c3 cavallo del bianco · e3 alfiere del bianco · a2 pedone del bianco · b2 pedone del bianco · c2 pedone del bianco · d2 donna del bianco · f2 pedone del bianco · g2 pedone del bianco · h2 pedone del bianco · a1 torre del bianco · e1 re del bianco · f1 alfiere del bianco · g1 cavallo del bianco · h1 torre del bianco | a8 torre del nero · b8 cavallo del nero · c8 alfiere del nero · d8 donna del nero · e8 re del nero · f8 alfiere del nero · h8 torre del nero · a7 pedone del nero · b7 pedone del nero · e7 pedone del nero · f7 pedone del nero · h7 pedone del nero · c6 pedone del nero · d6 pedone del nero · f6 cavallo del nero · g6 pedone del nero · d4 pedone del bianco · e4 pedone del bianco · c3 cavallo del bianco · e3 alfiere del bianco · a2 pedone del bianco · b2 pedone del bianco · c2 pedone del bianco · d2 donna del bianco · f2 pedone del bianco · g2 pedone del bianco · h2 pedone del bianco · a1 torre del bianco · e1 re del bianco · f1 alfiere del bianco · g1 cavallo del bianco · h1 torre del bianco | a8 torre del nero · b8 cavallo del nero · c8 alfiere del nero · d8 donna del nero · e8 re del nero · f8 alfiere del nero · h8 torre del nero · a7 pedone del nero · b7 pedone del nero · e7 pedone del nero · f7 pedone del nero · h7 pedone del nero · c6 pedone del nero · d6 pedone del nero · f6 cavallo del nero · g6 pedone del nero · d4 pedone del bianco · e4 pedone del bianco · c3 cavallo del bianco · e3 alfiere del bianco · a2 pedone del bianco · b2 pedone del bianco · c2 pedone del bianco · d2 donna del bianco · f2 pedone del bianco · g2 pedone del bianco · h2 pedone del bianco · a1 torre del bianco · e1 re del bianco · f1 alfiere del bianco · g1 cavallo del bianco · h1 torre del bianco | a8 torre del nero · b8 cavallo del nero · c8 alfiere del nero · d8 donna del nero · e8 re del nero · f8 alfiere del nero · h8 torre del nero · a7 pedone del nero · b7 pedone del nero · e7 pedone del nero · f7 pedone del nero · h7 pedone del nero · c6 pedone del nero · d6 pedone del nero · f6 cavallo del nero · g6 pedone del nero · d4 pedone del bianco · e4 pedone del bianco · c3 cavallo del bianco · e3 alfiere del bianco · a2 pedone del bianco · b2 pedone del bianco · c2 pedone del bianco · d2 donna del bianco · f2 pedone del bianco · g2 pedone del bianco · h2 pedone del bianco · a1 torre del bianco · e1 re del bianco · f1 alfiere del bianco · g1 cavallo del bianco · h1 torre del bianco | a8 torre del nero · b8 cavallo del nero · c8 alfiere del nero · d8 donna del nero · e8 re del nero · f8 alfiere del nero · h8 torre del nero · a7 pedone del nero · b7 pedone del nero · e7 pedone del nero · f7 pedone del nero · h7 pedone del nero · c6 pedone del nero · d6 pedone del nero · f6 cavallo del nero · g6 pedone del nero · d4 pedone del bianco · e4 pedone del bianco · c3 cavallo del bianco · e3 alfiere del bianco · a2 pedone del bianco · b2 pedone del bianco · c2 pedone del bianco · d2 donna del bianco · f2 pedone del bianco · g2 pedone del bianco · h2 pedone del bianco · a1 torre del bianco · e1 re del bianco · f1 alfiere del bianco · g1 cavallo del bianco · h1 torre del bianco | a8 torre del nero · b8 cavallo del nero · c8 alfiere del nero · d8 donna del nero · e8 re del nero · f8 alfiere del nero · h8 torre del nero · a7 pedone del nero · b7 pedone del nero · e7 pedone del nero · f7 pedone del nero · h7 pedone del nero · c6 pedone del nero · d6 pedone del nero · f6 cavallo del nero · g6 pedone del nero · d4 pedone del bianco · e4 pedone del bianco · c3 cavallo del bianco · e3 alfiere del bianco · a2 pedone del bianco · b2 pedone del bianco · c2 pedone del bianco · d2 donna del bianco · f2 pedone del bianco · g2 pedone del bianco · h2 pedone del bianco · a1 torre del bianco · e1 re del bianco · f1 alfiere del bianco · g1 cavallo del bianco · h1 torre del bianco | 4 |
| 3 | a8 torre del nero · b8 cavallo del nero · c8 alfiere del nero · d8 donna del nero · e8 re del nero · f8 alfiere del nero · h8 torre del nero · a7 pedone del nero · b7 pedone del nero · e7 pedone del nero · f7 pedone del nero · h7 pedone del nero · c6 pedone del nero · d6 pedone del nero · f6 cavallo del nero · g6 pedone del nero · d4 pedone del bianco · e4 pedone del bianco · c3 cavallo del bianco · e3 alfiere del bianco · a2 pedone del bianco · b2 pedone del bianco · c2 pedone del bianco · d2 donna del bianco · f2 pedone del bianco · g2 pedone del bianco · h2 pedone del bianco · a1 torre del bianco · e1 re del bianco · f1 alfiere del bianco · g1 cavallo del bianco · h1 torre del bianco | a8 torre del nero · b8 cavallo del nero · c8 alfiere del nero · d8 donna del nero · e8 re del nero · f8 alfiere del nero · h8 torre del nero · a7 pedone del nero · b7 pedone del nero · e7 pedone del nero · f7 pedone del nero · h7 pedone del nero · c6 pedone del nero · d6 pedone del nero · f6 cavallo del nero · g6 pedone del nero · d4 pedone del bianco · e4 pedone del bianco · c3 cavallo del bianco · e3 alfiere del bianco · a2 pedone del bianco · b2 pedone del bianco · c2 pedone del bianco · d2 donna del bianco · f2 pedone del bianco · g2 pedone del bianco · h2 pedone del bianco · a1 torre del bianco · e1 re del bianco · f1 alfiere del bianco · g1 cavallo del bianco · h1 torre del bianco | a8 torre del nero · b8 cavallo del nero · c8 alfiere del nero · d8 donna del nero · e8 re del nero · f8 alfiere del nero · h8 torre del nero · a7 pedone del nero · b7 pedone del nero · e7 pedone del nero · f7 pedone del nero · h7 pedone del nero · c6 pedone del nero · d6 pedone del nero · f6 cavallo del nero · g6 pedone del nero · d4 pedone del bianco · e4 pedone del bianco · c3 cavallo del bianco · e3 alfiere del bianco · a2 pedone del bianco · b2 pedone del bianco · c2 pedone del bianco · d2 donna del bianco · f2 pedone del bianco · g2 pedone del bianco · h2 pedone del bianco · a1 torre del bianco · e1 re del bianco · f1 alfiere del bianco · g1 cavallo del bianco · h1 torre del bianco | a8 torre del nero · b8 cavallo del nero · c8 alfiere del nero · d8 donna del nero · e8 re del nero · f8 alfiere del nero · h8 torre del nero · a7 pedone del nero · b7 pedone del nero · e7 pedone del nero · f7 pedone del nero · h7 pedone del nero · c6 pedone del nero · d6 pedone del nero · f6 cavallo del nero · g6 pedone del nero · d4 pedone del bianco · e4 pedone del bianco · c3 cavallo del bianco · e3 alfiere del bianco · a2 pedone del bianco · b2 pedone del bianco · c2 pedone del bianco · d2 donna del bianco · f2 pedone del bianco · g2 pedone del bianco · h2 pedone del bianco · a1 torre del bianco · e1 re del bianco · f1 alfiere del bianco · g1 cavallo del bianco · h1 torre del bianco | a8 torre del nero · b8 cavallo del nero · c8 alfiere del nero · d8 donna del nero · e8 re del nero · f8 alfiere del nero · h8 torre del nero · a7 pedone del nero · b7 pedone del nero · e7 pedone del nero · f7 pedone del nero · h7 pedone del nero · c6 pedone del nero · d6 pedone del nero · f6 cavallo del nero · g6 pedone del nero · d4 pedone del bianco · e4 pedone del bianco · c3 cavallo del bianco · e3 alfiere del bianco · a2 pedone del bianco · b2 pedone del bianco · c2 pedone del bianco · d2 donna del bianco · f2 pedone del bianco · g2 pedone del bianco · h2 pedone del bianco · a1 torre del bianco · e1 re del bianco · f1 alfiere del bianco · g1 cavallo del bianco · h1 torre del bianco | a8 torre del nero · b8 cavallo del nero · c8 alfiere del nero · d8 donna del nero · e8 re del nero · f8 alfiere del nero · h8 torre del nero · a7 pedone del nero · b7 pedone del nero · e7 pedone del nero · f7 pedone del nero · h7 pedone del nero · c6 pedone del nero · d6 pedone del nero · f6 cavallo del nero · g6 pedone del nero · d4 pedone del bianco · e4 pedone del bianco · c3 cavallo del bianco · e3 alfiere del bianco · a2 pedone del bianco · b2 pedone del bianco · c2 pedone del bianco · d2 donna del bianco · f2 pedone del bianco · g2 pedone del bianco · h2 pedone del bianco · a1 torre del bianco · e1 re del bianco · f1 alfiere del bianco · g1 cavallo del bianco · h1 torre del bianco | a8 torre del nero · b8 cavallo del nero · c8 alfiere del nero · d8 donna del nero · e8 re del nero · f8 alfiere del nero · h8 torre del nero · a7 pedone del nero · b7 pedone del nero · e7 pedone del nero · f7 pedone del nero · h7 pedone del nero · c6 pedone del nero · d6 pedone del nero · f6 cavallo del nero · g6 pedone del nero · d4 pedone del bianco · e4 pedone del bianco · c3 cavallo del bianco · e3 alfiere del bianco · a2 pedone del bianco · b2 pedone del bianco · c2 pedone del bianco · d2 donna del bianco · f2 pedone del bianco · g2 pedone del bianco · h2 pedone del bianco · a1 torre del bianco · e1 re del bianco · f1 alfiere del bianco · g1 cavallo del bianco · h1 torre del bianco | a8 torre del nero · b8 cavallo del nero · c8 alfiere del nero · d8 donna del nero · e8 re del nero · f8 alfiere del nero · h8 torre del nero · a7 pedone del nero · b7 pedone del nero · e7 pedone del nero · f7 pedone del nero · h7 pedone del nero · c6 pedone del nero · d6 pedone del nero · f6 cavallo del nero · g6 pedone del nero · d4 pedone del bianco · e4 pedone del bianco · c3 cavallo del bianco · e3 alfiere del bianco · a2 pedone del bianco · b2 pedone del bianco · c2 pedone del bianco · d2 donna del bianco · f2 pedone del bianco · g2 pedone del bianco · h2 pedone del bianco · a1 torre del bianco · e1 re del bianco · f1 alfiere del bianco · g1 cavallo del bianco · h1 torre del bianco | 3 |
| 2 | a8 torre del nero · b8 cavallo del nero · c8 alfiere del nero · d8 donna del nero · e8 re del nero · f8 alfiere del nero · h8 torre del nero · a7 pedone del nero · b7 pedone del nero · e7 pedone del nero · f7 pedone del nero · h7 pedone del nero · c6 pedone del nero · d6 pedone del nero · f6 cavallo del nero · g6 pedone del nero · d4 pedone del bianco · e4 pedone del bianco · c3 cavallo del bianco · e3 alfiere del bianco · a2 pedone del bianco · b2 pedone del bianco · c2 pedone del bianco · d2 donna del bianco · f2 pedone del bianco · g2 pedone del bianco · h2 pedone del bianco · a1 torre del bianco · e1 re del bianco · f1 alfiere del bianco · g1 cavallo del bianco · h1 torre del bianco | a8 torre del nero · b8 cavallo del nero · c8 alfiere del nero · d8 donna del nero · e8 re del nero · f8 alfiere del nero · h8 torre del nero · a7 pedone del nero · b7 pedone del nero · e7 pedone del nero · f7 pedone del nero · h7 pedone del nero · c6 pedone del nero · d6 pedone del nero · f6 cavallo del nero · g6 pedone del nero · d4 pedone del bianco · e4 pedone del bianco · c3 cavallo del bianco · e3 alfiere del bianco · a2 pedone del bianco · b2 pedone del bianco · c2 pedone del bianco · d2 donna del bianco · f2 pedone del bianco · g2 pedone del bianco · h2 pedone del bianco · a1 torre del bianco · e1 re del bianco · f1 alfiere del bianco · g1 cavallo del bianco · h1 torre del bianco | a8 torre del nero · b8 cavallo del nero · c8 alfiere del nero · d8 donna del nero · e8 re del nero · f8 alfiere del nero · h8 torre del nero · a7 pedone del nero · b7 pedone del nero · e7 pedone del nero · f7 pedone del nero · h7 pedone del nero · c6 pedone del nero · d6 pedone del nero · f6 cavallo del nero · g6 pedone del nero · d4 pedone del bianco · e4 pedone del bianco · c3 cavallo del bianco · e3 alfiere del bianco · a2 pedone del bianco · b2 pedone del bianco · c2 pedone del bianco · d2 donna del bianco · f2 pedone del bianco · g2 pedone del bianco · h2 pedone del bianco · a1 torre del bianco · e1 re del bianco · f1 alfiere del bianco · g1 cavallo del bianco · h1 torre del bianco | a8 torre del nero · b8 cavallo del nero · c8 alfiere del nero · d8 donna del nero · e8 re del nero · f8 alfiere del nero · h8 torre del nero · a7 pedone del nero · b7 pedone del nero · e7 pedone del nero · f7 pedone del nero · h7 pedone del nero · c6 pedone del nero · d6 pedone del nero · f6 cavallo del nero · g6 pedone del nero · d4 pedone del bianco · e4 pedone del bianco · c3 cavallo del bianco · e3 alfiere del bianco · a2 pedone del bianco · b2 pedone del bianco · c2 pedone del bianco · d2 donna del bianco · f2 pedone del bianco · g2 pedone del bianco · h2 pedone del bianco · a1 torre del bianco · e1 re del bianco · f1 alfiere del bianco · g1 cavallo del bianco · h1 torre del bianco | a8 torre del nero · b8 cavallo del nero · c8 alfiere del nero · d8 donna del nero · e8 re del nero · f8 alfiere del nero · h8 torre del nero · a7 pedone del nero · b7 pedone del nero · e7 pedone del nero · f7 pedone del nero · h7 pedone del nero · c6 pedone del nero · d6 pedone del nero · f6 cavallo del nero · g6 pedone del nero · d4 pedone del bianco · e4 pedone del bianco · c3 cavallo del bianco · e3 alfiere del bianco · a2 pedone del bianco · b2 pedone del bianco · c2 pedone del bianco · d2 donna del bianco · f2 pedone del bianco · g2 pedone del bianco · h2 pedone del bianco · a1 torre del bianco · e1 re del bianco · f1 alfiere del bianco · g1 cavallo del bianco · h1 torre del bianco | a8 torre del nero · b8 cavallo del nero · c8 alfiere del nero · d8 donna del nero · e8 re del nero · f8 alfiere del nero · h8 torre del nero · a7 pedone del nero · b7 pedone del nero · e7 pedone del nero · f7 pedone del nero · h7 pedone del nero · c6 pedone del nero · d6 pedone del nero · f6 cavallo del nero · g6 pedone del nero · d4 pedone del bianco · e4 pedone del bianco · c3 cavallo del bianco · e3 alfiere del bianco · a2 pedone del bianco · b2 pedone del bianco · c2 pedone del bianco · d2 donna del bianco · f2 pedone del bianco · g2 pedone del bianco · h2 pedone del bianco · a1 torre del bianco · e1 re del bianco · f1 alfiere del bianco · g1 cavallo del bianco · h1 torre del bianco | a8 torre del nero · b8 cavallo del nero · c8 alfiere del nero · d8 donna del nero · e8 re del nero · f8 alfiere del nero · h8 torre del nero · a7 pedone del nero · b7 pedone del nero · e7 pedone del nero · f7 pedone del nero · h7 pedone del nero · c6 pedone del nero · d6 pedone del nero · f6 cavallo del nero · g6 pedone del nero · d4 pedone del bianco · e4 pedone del bianco · c3 cavallo del bianco · e3 alfiere del bianco · a2 pedone del bianco · b2 pedone del bianco · c2 pedone del bianco · d2 donna del bianco · f2 pedone del bianco · g2 pedone del bianco · h2 pedone del bianco · a1 torre del bianco · e1 re del bianco · f1 alfiere del bianco · g1 cavallo del bianco · h1 torre del bianco | a8 torre del nero · b8 cavallo del nero · c8 alfiere del nero · d8 donna del nero · e8 re del nero · f8 alfiere del nero · h8 torre del nero · a7 pedone del nero · b7 pedone del nero · e7 pedone del nero · f7 pedone del nero · h7 pedone del nero · c6 pedone del nero · d6 pedone del nero · f6 cavallo del nero · g6 pedone del nero · d4 pedone del bianco · e4 pedone del bianco · c3 cavallo del bianco · e3 alfiere del bianco · a2 pedone del bianco · b2 pedone del bianco · c2 pedone del bianco · d2 donna del bianco · f2 pedone del bianco · g2 pedone del bianco · h2 pedone del bianco · a1 torre del bianco · e1 re del bianco · f1 alfiere del bianco · g1 cavallo del bianco · h1 torre del bianco | 2 |
| 1 | a8 torre del nero · b8 cavallo del nero · c8 alfiere del nero · d8 donna del nero · e8 re del nero · f8 alfiere del nero · h8 torre del nero · a7 pedone del nero · b7 pedone del nero · e7 pedone del nero · f7 pedone del nero · h7 pedone del nero · c6 pedone del nero · d6 pedone del nero · f6 cavallo del nero · g6 pedone del nero · d4 pedone del bianco · e4 pedone del bianco · c3 cavallo del bianco · e3 alfiere del bianco · a2 pedone del bianco · b2 pedone del bianco · c2 pedone del bianco · d2 donna del bianco · f2 pedone del bianco · g2 pedone del bianco · h2 pedone del bianco · a1 torre del bianco · e1 re del bianco · f1 alfiere del bianco · g1 cavallo del bianco · h1 torre del bianco | a8 torre del nero · b8 cavallo del nero · c8 alfiere del nero · d8 donna del nero · e8 re del nero · f8 alfiere del nero · h8 torre del nero · a7 pedone del nero · b7 pedone del nero · e7 pedone del nero · f7 pedone del nero · h7 pedone del nero · c6 pedone del nero · d6 pedone del nero · f6 cavallo del nero · g6 pedone del nero · d4 pedone del bianco · e4 pedone del bianco · c3 cavallo del bianco · e3 alfiere del bianco · a2 pedone del bianco · b2 pedone del bianco · c2 pedone del bianco · d2 donna del bianco · f2 pedone del bianco · g2 pedone del bianco · h2 pedone del bianco · a1 torre del bianco · e1 re del bianco · f1 alfiere del bianco · g1 cavallo del bianco · h1 torre del bianco | a8 torre del nero · b8 cavallo del nero · c8 alfiere del nero · d8 donna del nero · e8 re del nero · f8 alfiere del nero · h8 torre del nero · a7 pedone del nero · b7 pedone del nero · e7 pedone del nero · f7 pedone del nero · h7 pedone del nero · c6 pedone del nero · d6 pedone del nero · f6 cavallo del nero · g6 pedone del nero · d4 pedone del bianco · e4 pedone del bianco · c3 cavallo del bianco · e3 alfiere del bianco · a2 pedone del bianco · b2 pedone del bianco · c2 pedone del bianco · d2 donna del bianco · f2 pedone del bianco · g2 pedone del bianco · h2 pedone del bianco · a1 torre del bianco · e1 re del bianco · f1 alfiere del bianco · g1 cavallo del bianco · h1 torre del bianco | a8 torre del nero · b8 cavallo del nero · c8 alfiere del nero · d8 donna del nero · e8 re del nero · f8 alfiere del nero · h8 torre del nero · a7 pedone del nero · b7 pedone del nero · e7 pedone del nero · f7 pedone del nero · h7 pedone del nero · c6 pedone del nero · d6 pedone del nero · f6 cavallo del nero · g6 pedone del nero · d4 pedone del bianco · e4 pedone del bianco · c3 cavallo del bianco · e3 alfiere del bianco · a2 pedone del bianco · b2 pedone del bianco · c2 pedone del bianco · d2 donna del bianco · f2 pedone del bianco · g2 pedone del bianco · h2 pedone del bianco · a1 torre del bianco · e1 re del bianco · f1 alfiere del bianco · g1 cavallo del bianco · h1 torre del bianco | a8 torre del nero · b8 cavallo del nero · c8 alfiere del nero · d8 donna del nero · e8 re del nero · f8 alfiere del nero · h8 torre del nero · a7 pedone del nero · b7 pedone del nero · e7 pedone del nero · f7 pedone del nero · h7 pedone del nero · c6 pedone del nero · d6 pedone del nero · f6 cavallo del nero · g6 pedone del nero · d4 pedone del bianco · e4 pedone del bianco · c3 cavallo del bianco · e3 alfiere del bianco · a2 pedone del bianco · b2 pedone del bianco · c2 pedone del bianco · d2 donna del bianco · f2 pedone del bianco · g2 pedone del bianco · h2 pedone del bianco · a1 torre del bianco · e1 re del bianco · f1 alfiere del bianco · g1 cavallo del bianco · h1 torre del bianco | a8 torre del nero · b8 cavallo del nero · c8 alfiere del nero · d8 donna del nero · e8 re del nero · f8 alfiere del nero · h8 torre del nero · a7 pedone del nero · b7 pedone del nero · e7 pedone del nero · f7 pedone del nero · h7 pedone del nero · c6 pedone del nero · d6 pedone del nero · f6 cavallo del nero · g6 pedone del nero · d4 pedone del bianco · e4 pedone del bianco · c3 cavallo del bianco · e3 alfiere del bianco · a2 pedone del bianco · b2 pedone del bianco · c2 pedone del bianco · d2 donna del bianco · f2 pedone del bianco · g2 pedone del bianco · h2 pedone del bianco · a1 torre del bianco · e1 re del bianco · f1 alfiere del bianco · g1 cavallo del bianco · h1 torre del bianco | a8 torre del nero · b8 cavallo del nero · c8 alfiere del nero · d8 donna del nero · e8 re del nero · f8 alfiere del nero · h8 torre del nero · a7 pedone del nero · b7 pedone del nero · e7 pedone del nero · f7 pedone del nero · h7 pedone del nero · c6 pedone del nero · d6 pedone del nero · f6 cavallo del nero · g6 pedone del nero · d4 pedone del bianco · e4 pedone del bianco · c3 cavallo del bianco · e3 alfiere del bianco · a2 pedone del bianco · b2 pedone del bianco · c2 pedone del bianco · d2 donna del bianco · f2 pedone del bianco · g2 pedone del bianco · h2 pedone del bianco · a1 torre del bianco · e1 re del bianco · f1 alfiere del bianco · g1 cavallo del bianco · h1 torre del bianco | a8 torre del nero · b8 cavallo del nero · c8 alfiere del nero · d8 donna del nero · e8 re del nero · f8 alfiere del nero · h8 torre del nero · a7 pedone del nero · b7 pedone del nero · e7 pedone del nero · f7 pedone del nero · h7 pedone del nero · c6 pedone del nero · d6 pedone del nero · f6 cavallo del nero · g6 pedone del nero · d4 pedone del bianco · e4 pedone del bianco · c3 cavallo del bianco · e3 alfiere del bianco · a2 pedone del bianco · b2 pedone del bianco · c2 pedone del bianco · d2 donna del bianco · f2 pedone del bianco · g2 pedone del bianco · h2 pedone del bianco · a1 torre del bianco · e1 re del bianco · f1 alfiere del bianco · g1 cavallo del bianco · h1 torre del bianco | 1 |
|   | a | b | c | d | e | f | g | h |   |

## Tranello
Molto interessante questo tranello che si può avere nel Sistema Classico (Codice ECO B08) della difesa.
1. d4 d6 2. Af4 Cf6 3. Cc3 g6 4. Cf3 Ag7 5. e4 Cbd7 6. Ac4 0-0 7. 0-0 Te8?? a prima vista la posizione del nero sembra solida ma il bianco con un colpo geniale guadagna la donna.
9 Axf7!! Rxf7 10 Cg5+ Rg8 11 Ce6 e la donna è spacciata.
Naturalmente il nero può rifiutare l'offerta dell'alfiere giocando Rh8 ed in questo caso la partita potrebbe proseguire con: 9..Rh8 10 Axe8 Dxe8 11 Cb5 Tb8 12 Cxc7 Dg8 13 e5 dxe5 14 dxe5 Ch5 15 Dd4 Dd8 16 Ce6 il bianco è in vantaggio decisivo.